# Computer-Aided Woodcut

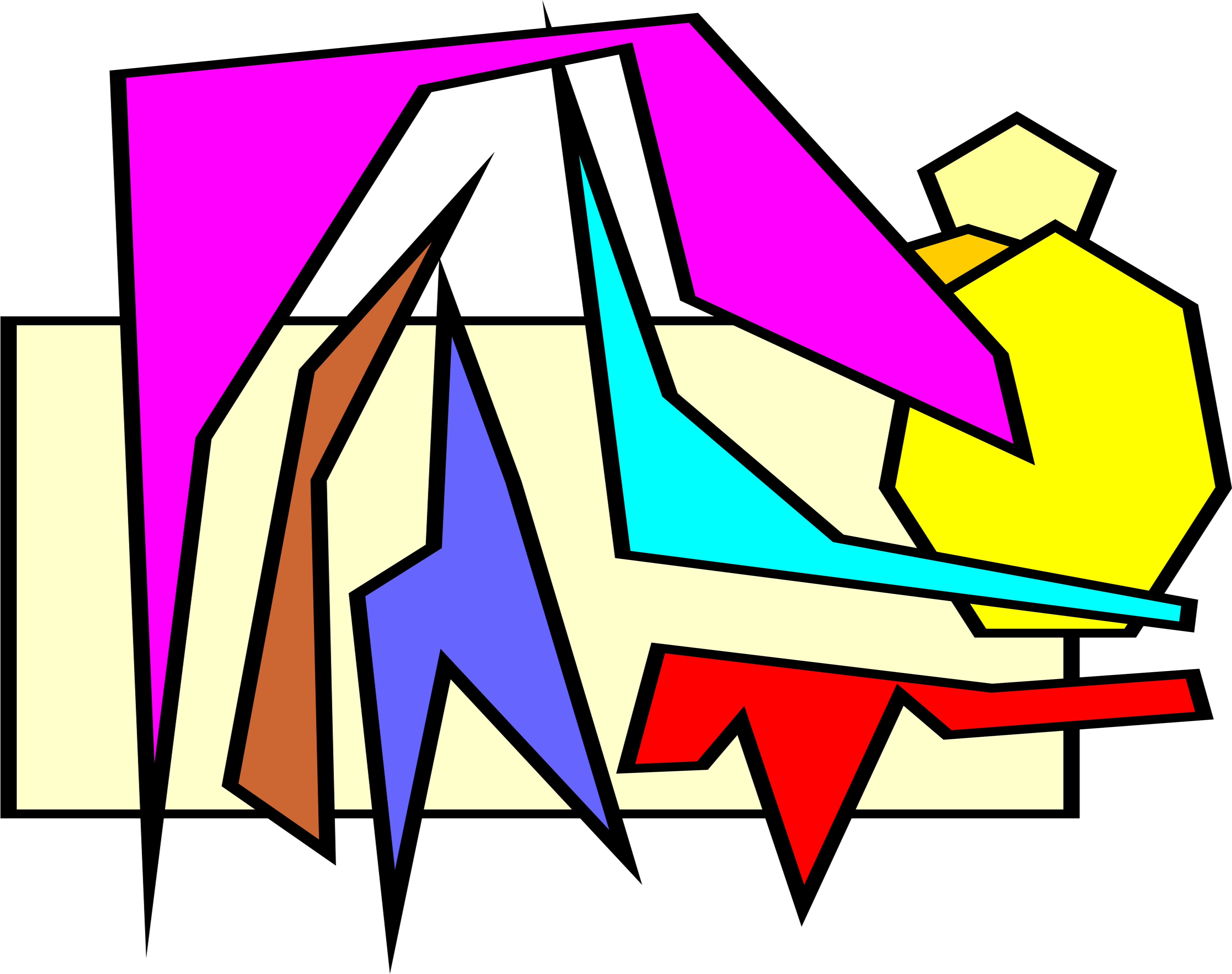
Seitenrichtige Darstellung eines 10-Farben-Holzschnitts. Im Folgenden werden die Bearbeitungsschritte dokumentiert.

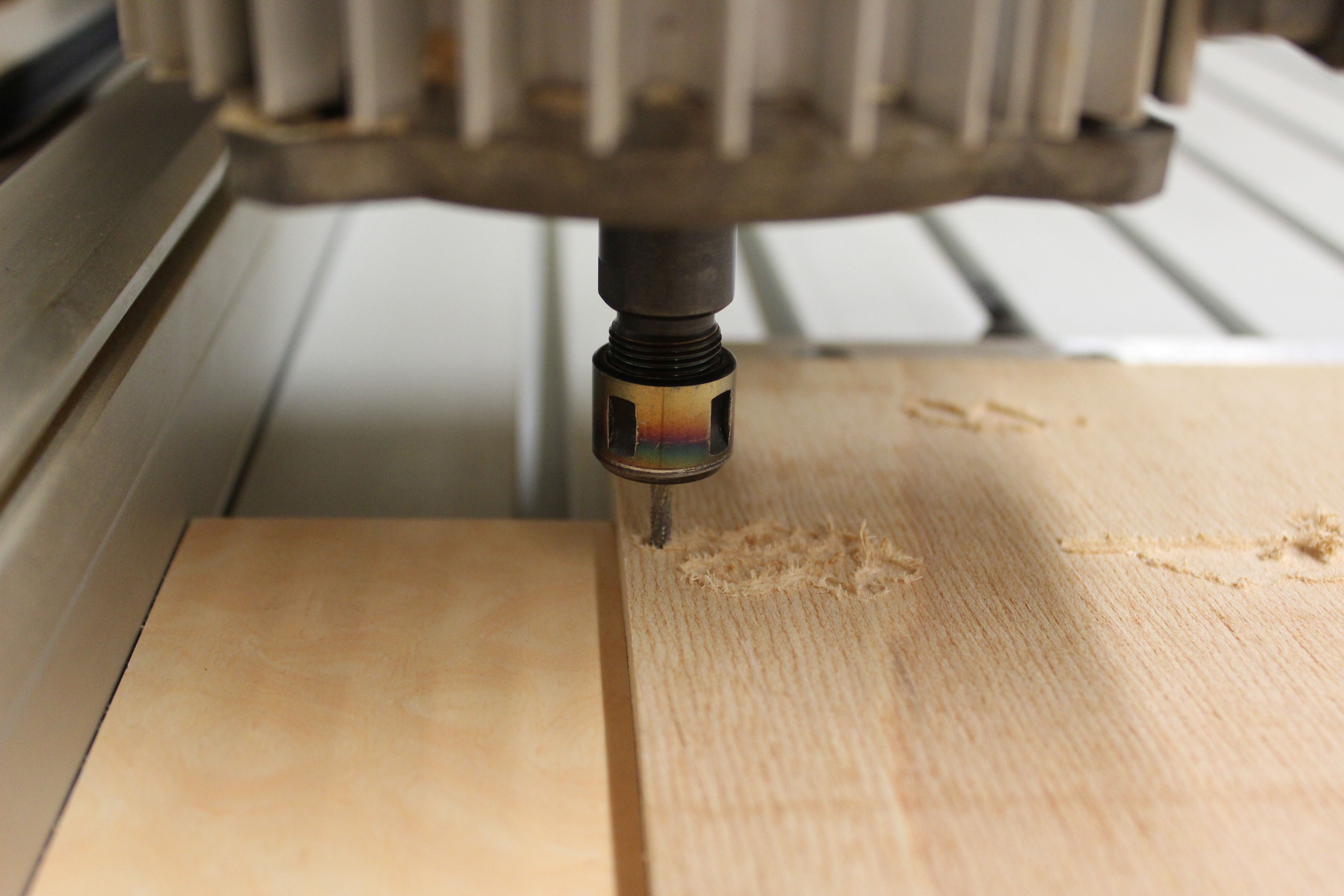
CNC-Maschine während der Bearbeitung einer Holzplatte. Man sieht die Frässpindel mit einem Stirnfräser, Durchmesser 3 mm.

Unter CAW (von engl. computer-aided woodcut, zu Deutsch rechnerunterstützter Holzschnitt) versteht man das Herstellen des Druckstocks aus Holz für den Holzschnitt.
Die Schneidearbeit wird dabei überwiegend von einer CNC-Maschine durchgeführt. Die notwendige manuelle Handarbeit des Künstlers beschränkt sich auf das Schneiden von Korrekturen. Er kann auch kreative Änderungen während des Arbeitsprozesses vornehmen. Manchmal ist die Konstruktion der Entwurfszeichnung für bestimmte Bildteile sehr aufwändig. In diesem Fall greift der Künstler zu seinen klassischen Handwerkzeugen Geißfuß, Schneidemesser oder Stichel.
Vergleichbar ist dieses Verfahren CAW mit der früher praktizierten Arbeitsteilung in Reisser und Formschneider. Die Reisser waren verantwortlich für den Entwurf, also die eigentliche Vorzeichnung. Die Formschneider übertrugen den Entwurf auf die Holzplatte und führten die oft wochenlange Schneidearbeit aus. Die endgültige Ausführung des Holzschnittes bis zum fertig beschrifteten Druck ist nach wie vor originale Handarbeit des Künstlers.

## Arbeitsschritte

### Skizze

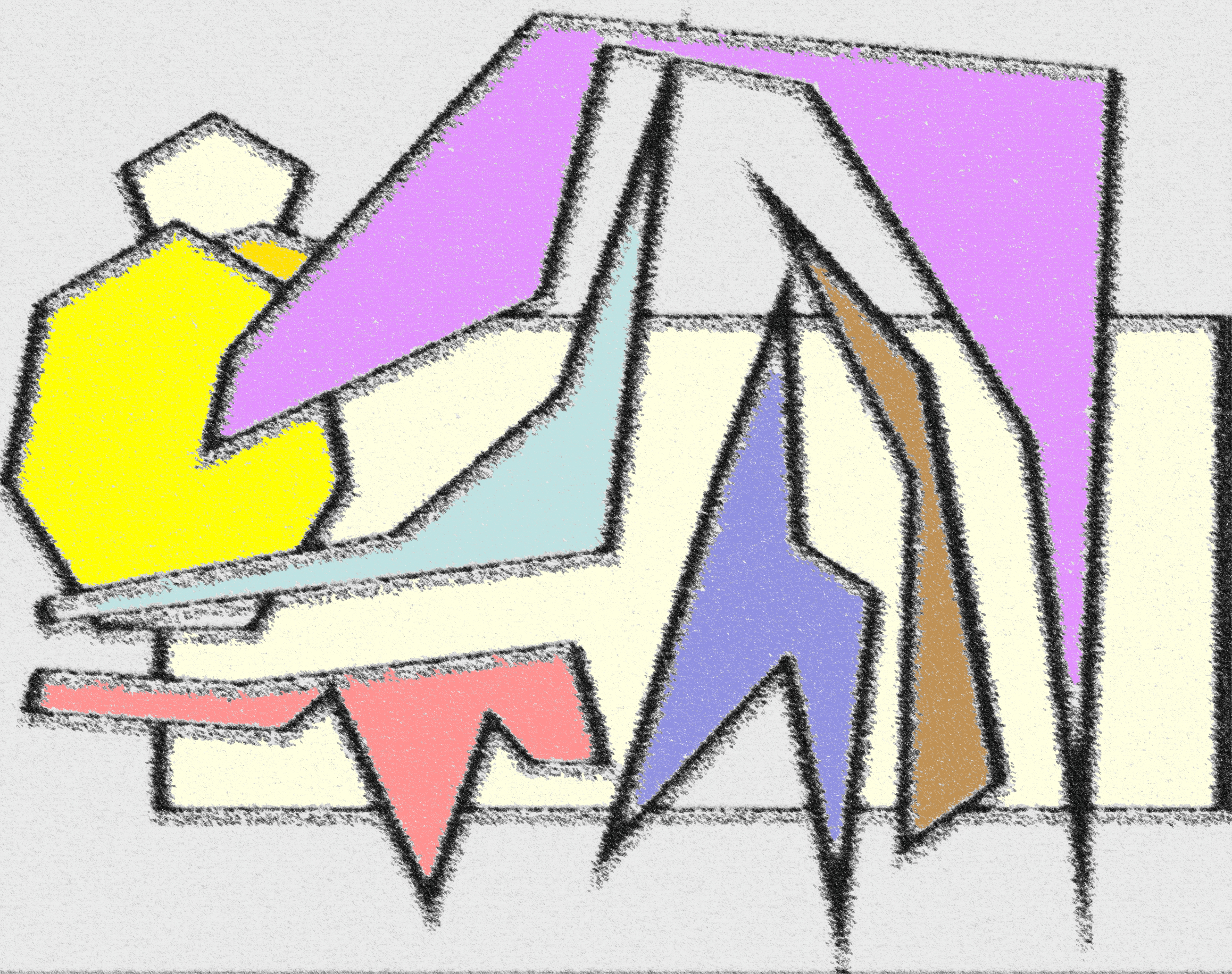
Seitenverkehrte Entwurfsskizze für einen 10-Farben-Holzschnitt

Der Künstler bereitet seine Aufgabenstellung mit einer einfachen seitenverkehrten Entwurfsskizze vor. Diese ist eine nicht bis ins letzte Detail ausgearbeitete Vorzeichnung, die im Wesentlichen die Idee seines späteren Werks veranschaulicht. Hier legt der Künstler aber schon fest, wie viele Druckstöcke er für seinen Holzschnitt benötigt. Danach erfolgt die Planung der einzelnen Farben für die verschiedenen Holzplatten.

### Entwurf als 2D-Zeichnung
Für jeden Druckstock muss der Künstler am Computer eine eigene 2D-Zeichnung konstruieren. Eine 2D-Zeichnung wird mit einem CAD-Programm erstellt und ist vektororientiert. Jeder Punkt einer 2D-Zeichnung hat eine X- und eine Y-Koordinate. Digitale Fotografien sind pixelorientiert und können nicht direkt verwendet werden. Der Künstler kann mit vorgegebenen Grundelementen arbeiten: Linie, Gerade, Kreis, Ellipse, Polylinie, Polygon oder Spline. Einige CAD-Programme stellen auch die Funktion Freihandlinie zur Verfügung. Entscheidend bei der Konstruktion der Zeichnung ist, dass alle später auszuschneidenden Objekte als geschlossene Kontur gezeichnet werden.

### Verlorene Platte
Bei dem Verfahren der verlorenen Platte wird der Holzschnitt aus einem einzigen Druckstock hergestellt und zwar durch das Wegschneiden der letzten gedruckten Farbe. Die Druckreihenfolge muss genau geplant sein. Normalerweise werden die hellen Farben zuerst gedruckt, darauf die dunkleren. Beim Drucken mit transparenten Farben scheinen die zuerst gedruckten Farben durch und ergeben eine vielfarbige Bildwirkung. Beim ersten Zustand werden nur die hellsten Lichter ausgeschnitten und mit hellen Farben die komplette Auflage gedruckt. Danach schneidet der Künstler an der gleichen Platte die nächste Helligkeitsstufe aus und druckt diesen zweiten Zustand mit dunkleren Farben wiederum auf die komplette Auflage. Diese Vorgänge wiederholen sich, bis am Schluss nur noch die dunklen Schatten stehen bleiben. Für das Arbeiten mit einer CNC-Maschine bedeutet dies, dass für jeden Zustand des Druckstockes eine eigenständige 2D-Zeichnung konstruiert werden muss. Im Idealfall wird nur das gezeichnet, was neu auszuschneiden ist.

### Planung mit mehreren Druckstöcken
Der Künstler verwendet für jede Druckfarbe einen eigenen Druckstock. Wenn die technische Zeichnung mit einem CAD-Programm konstruiert wird, kann der Künstler sogenannte Farblayers oder Makros verwenden. Beim Einsatz vieler Farben kann die 2D-Zeichnung allerdings sehr schnell unübersichtlich werden.

### Kombination aus einer und mehreren Platten

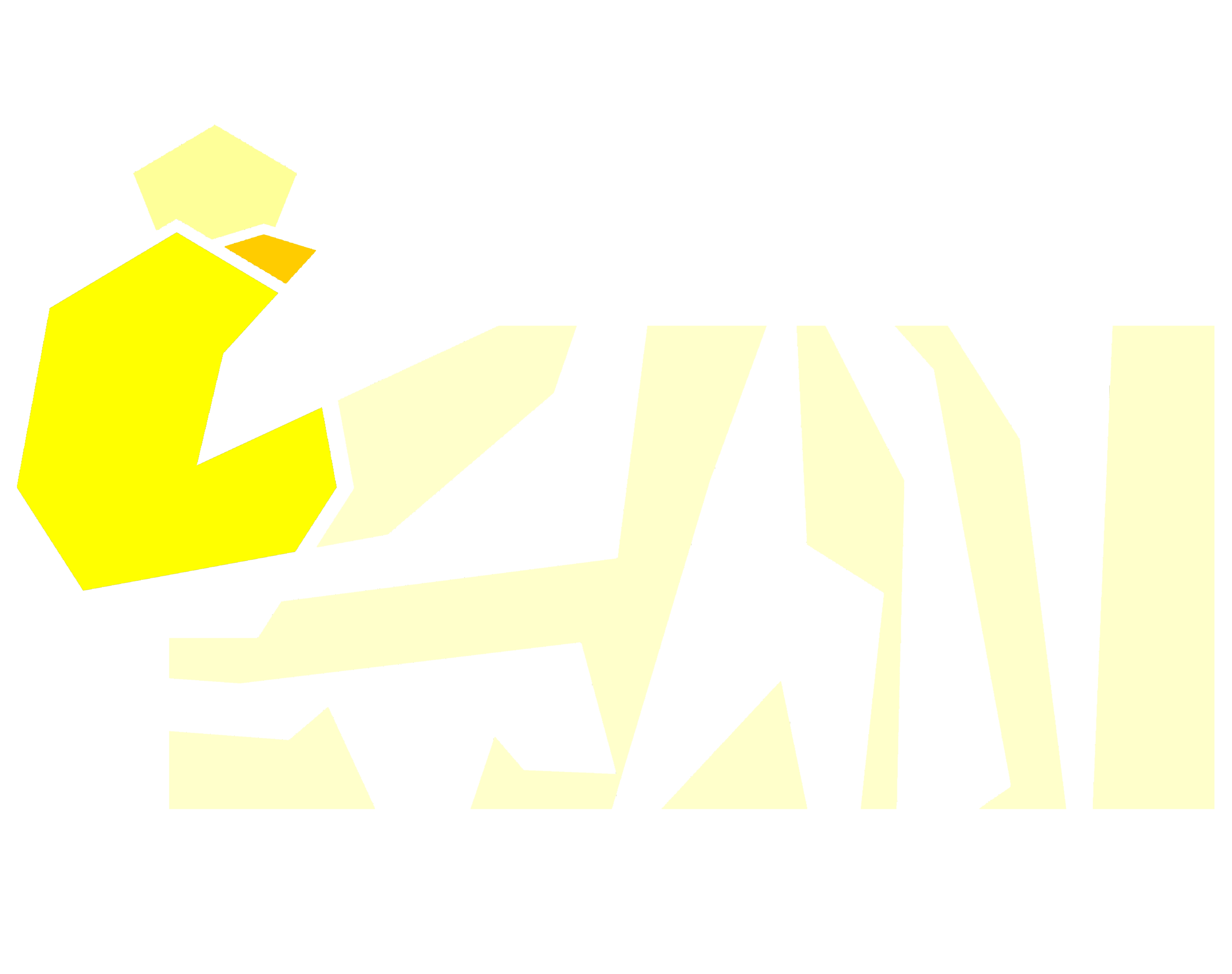
Erster Zustand Gelb-Platte
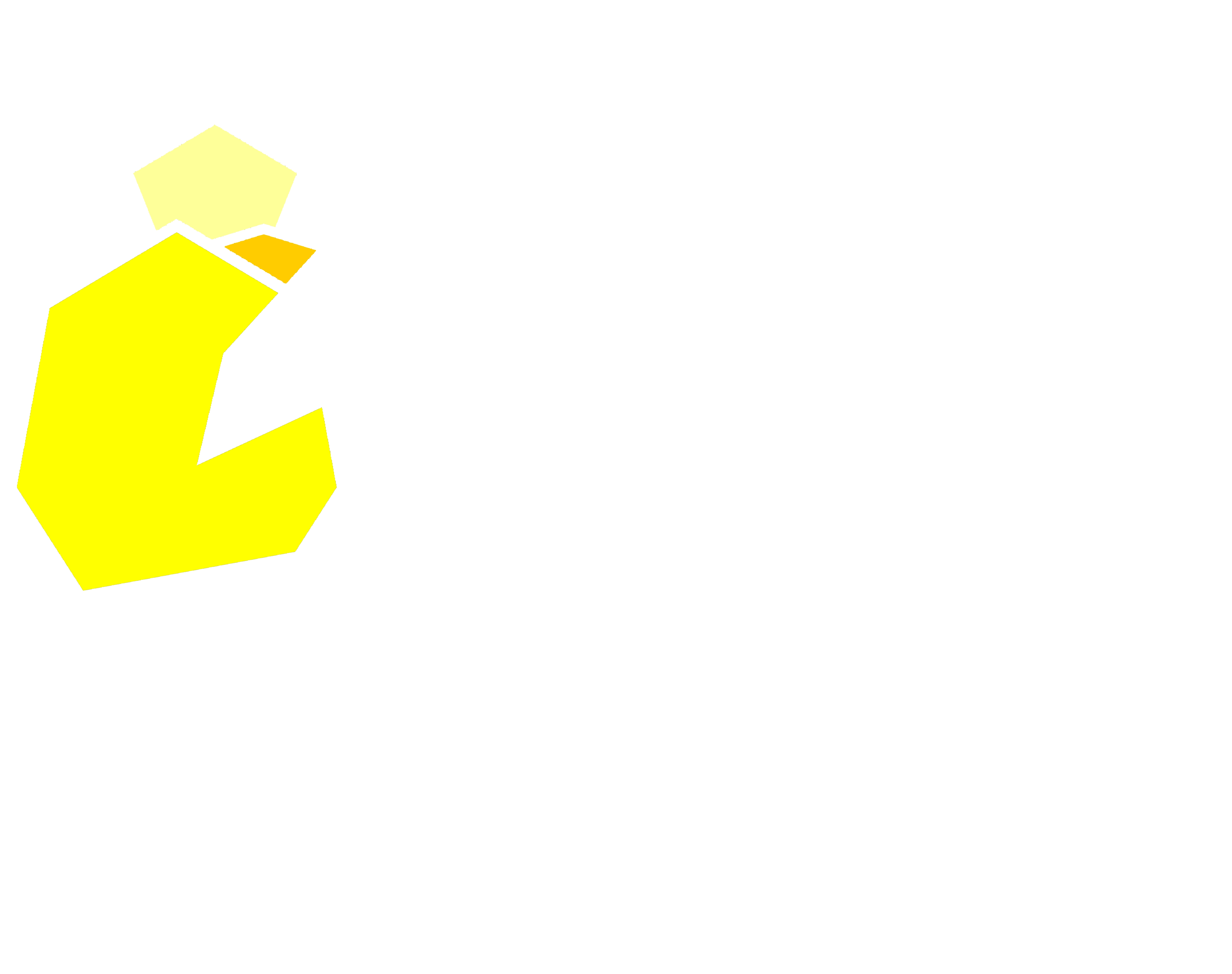
Zweiter Zustand Gelb-Platte
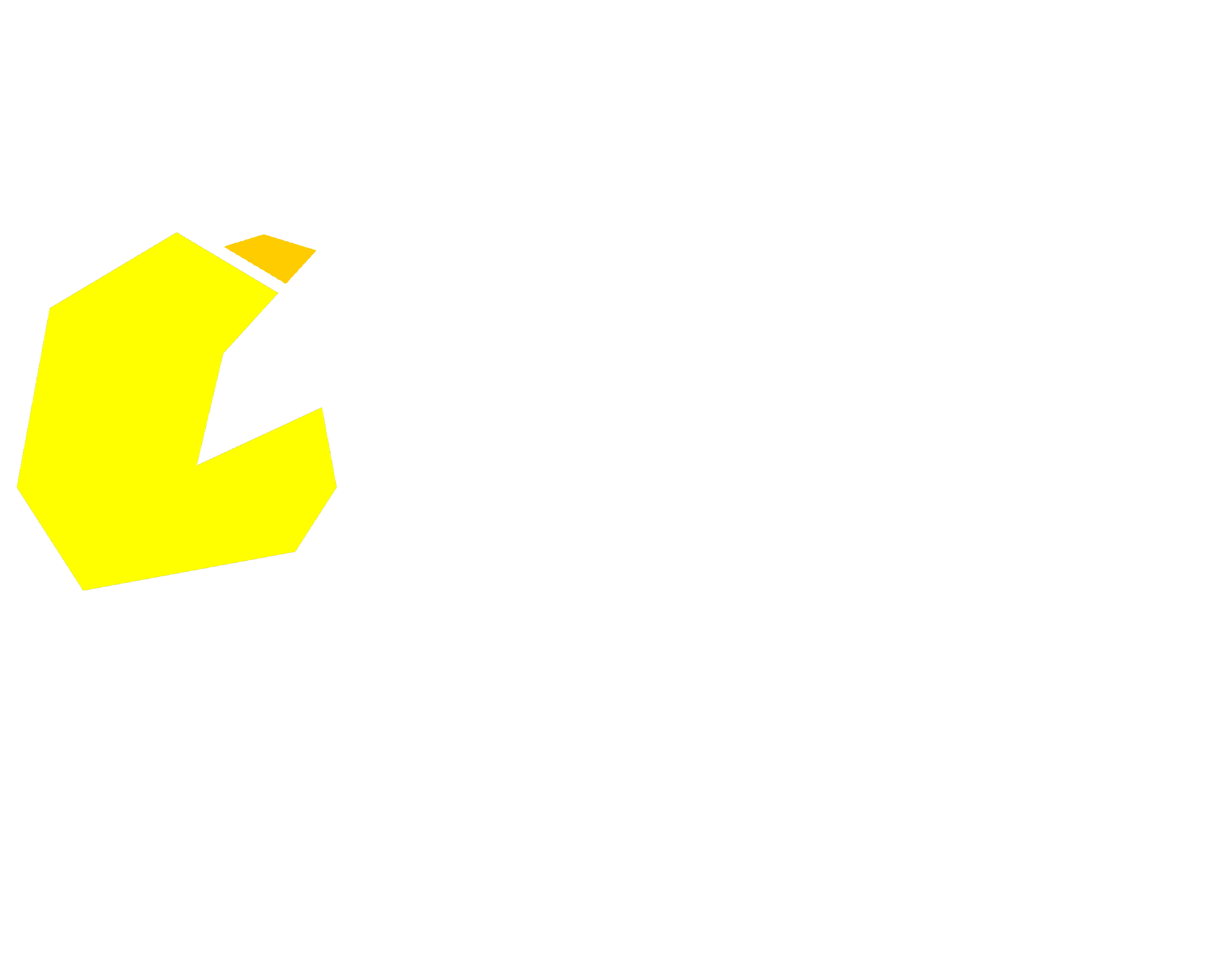
Dritter Zustand Gelb-Platte
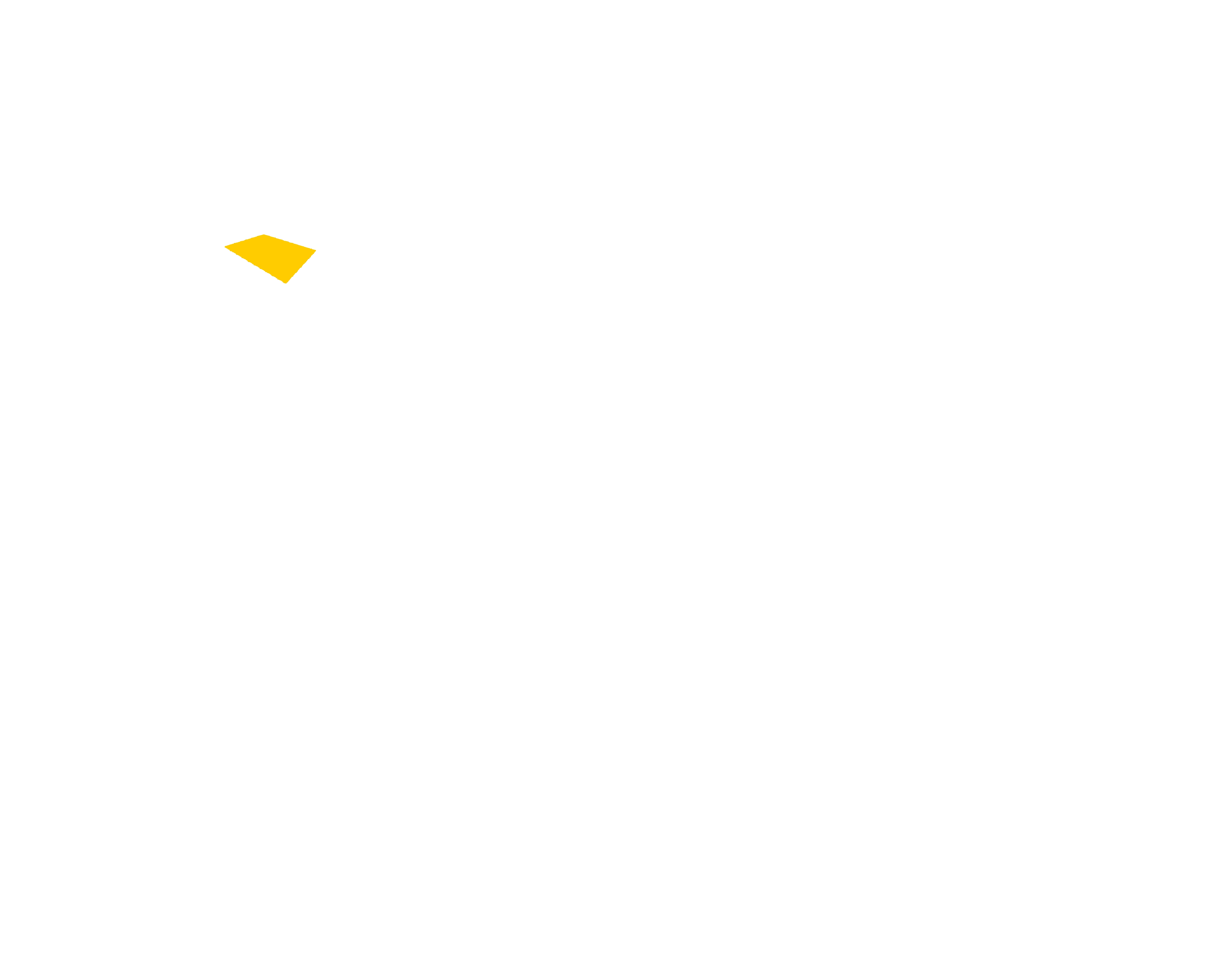
Vierter Zustand Gelb-Platte
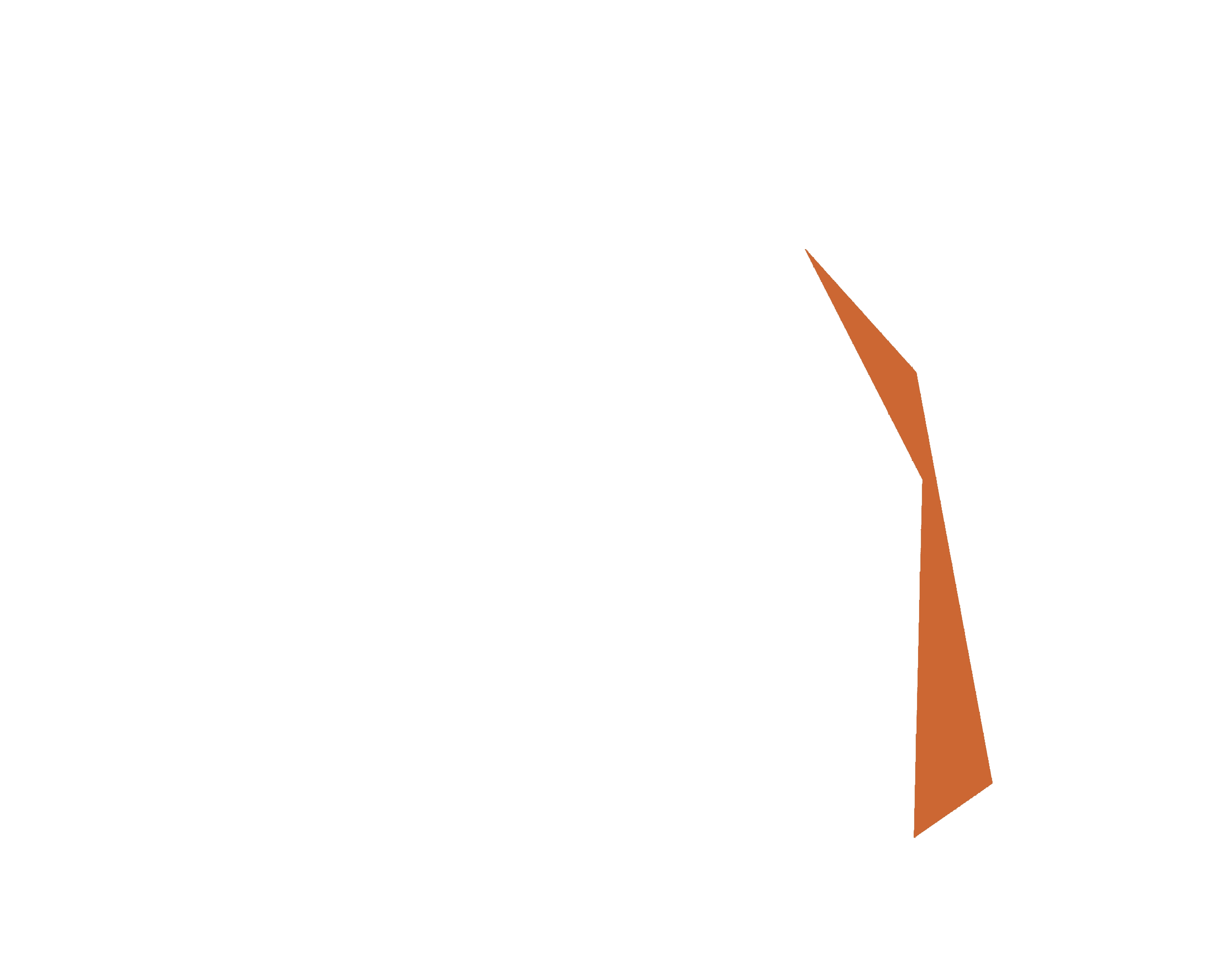
Braun-Platte
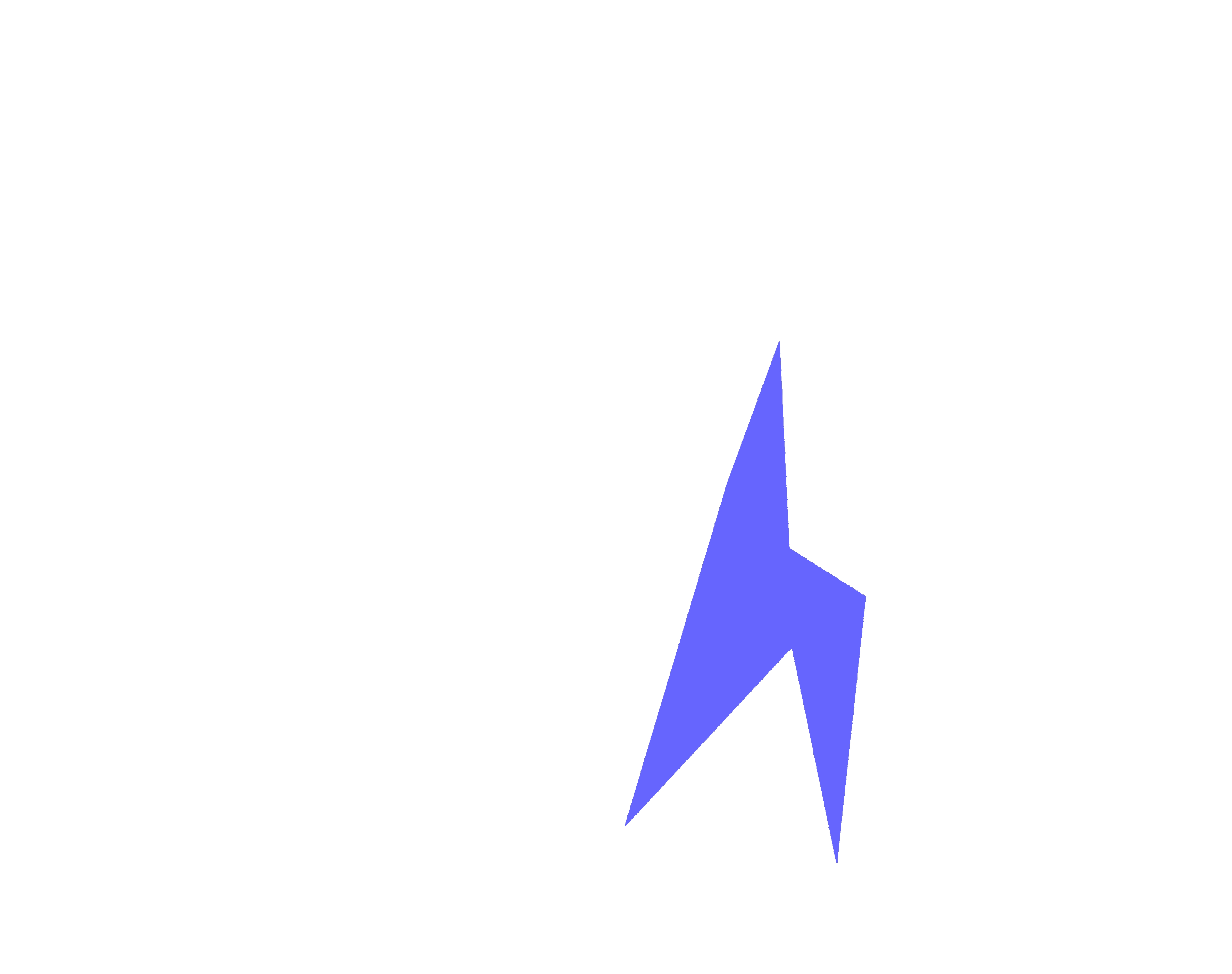
Dunkelblau-Platte
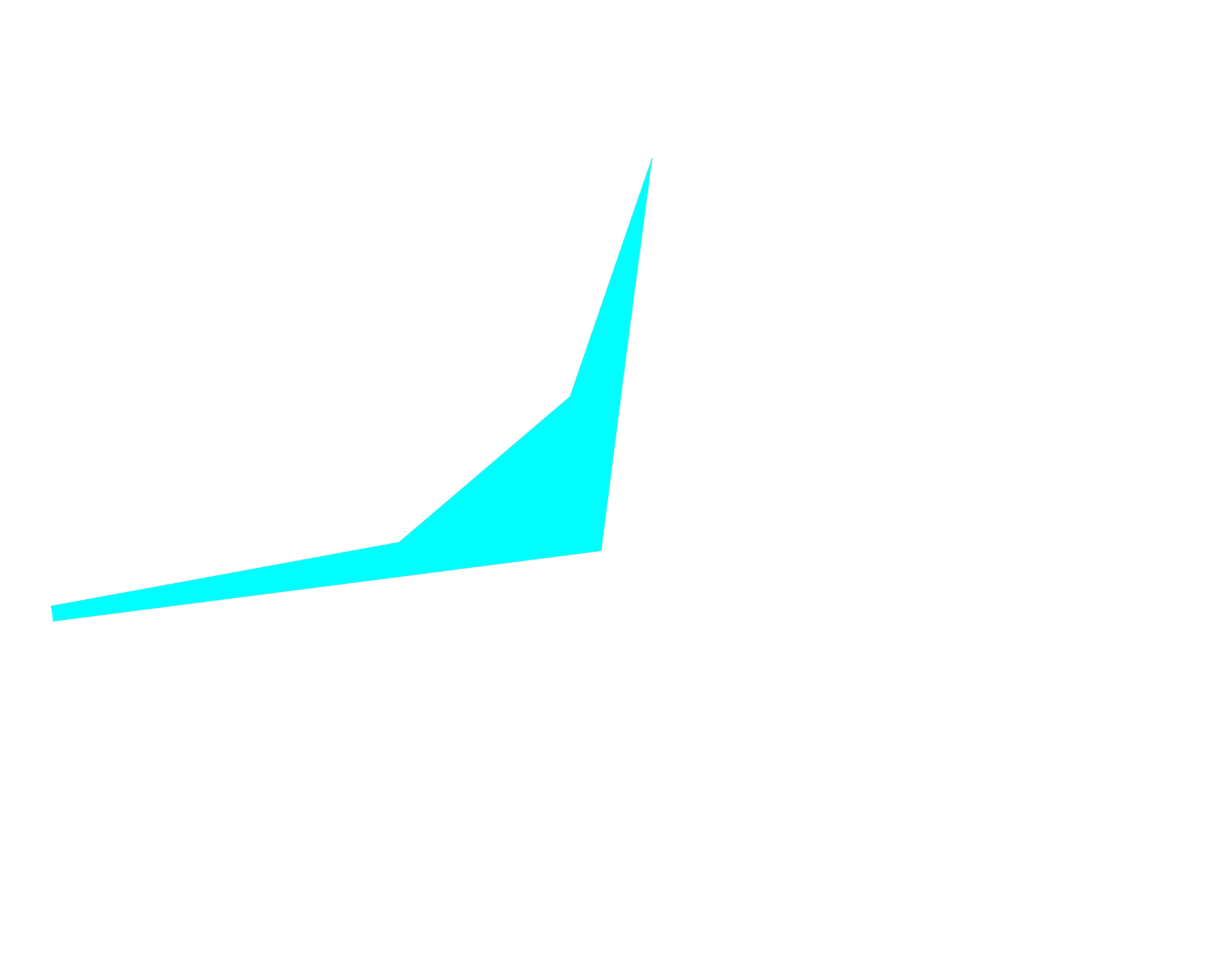
Hellblau-Platte
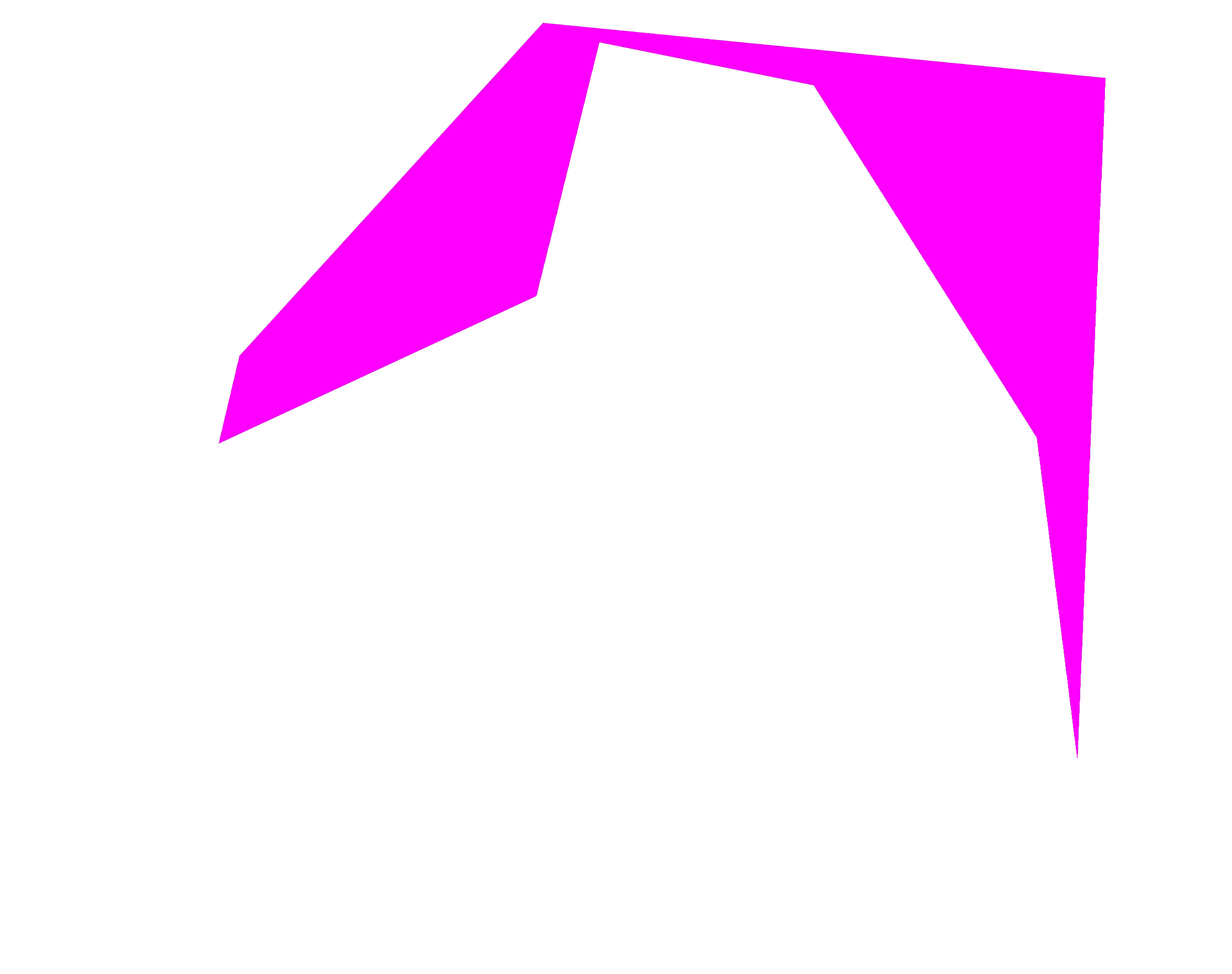
Magenta-Platte
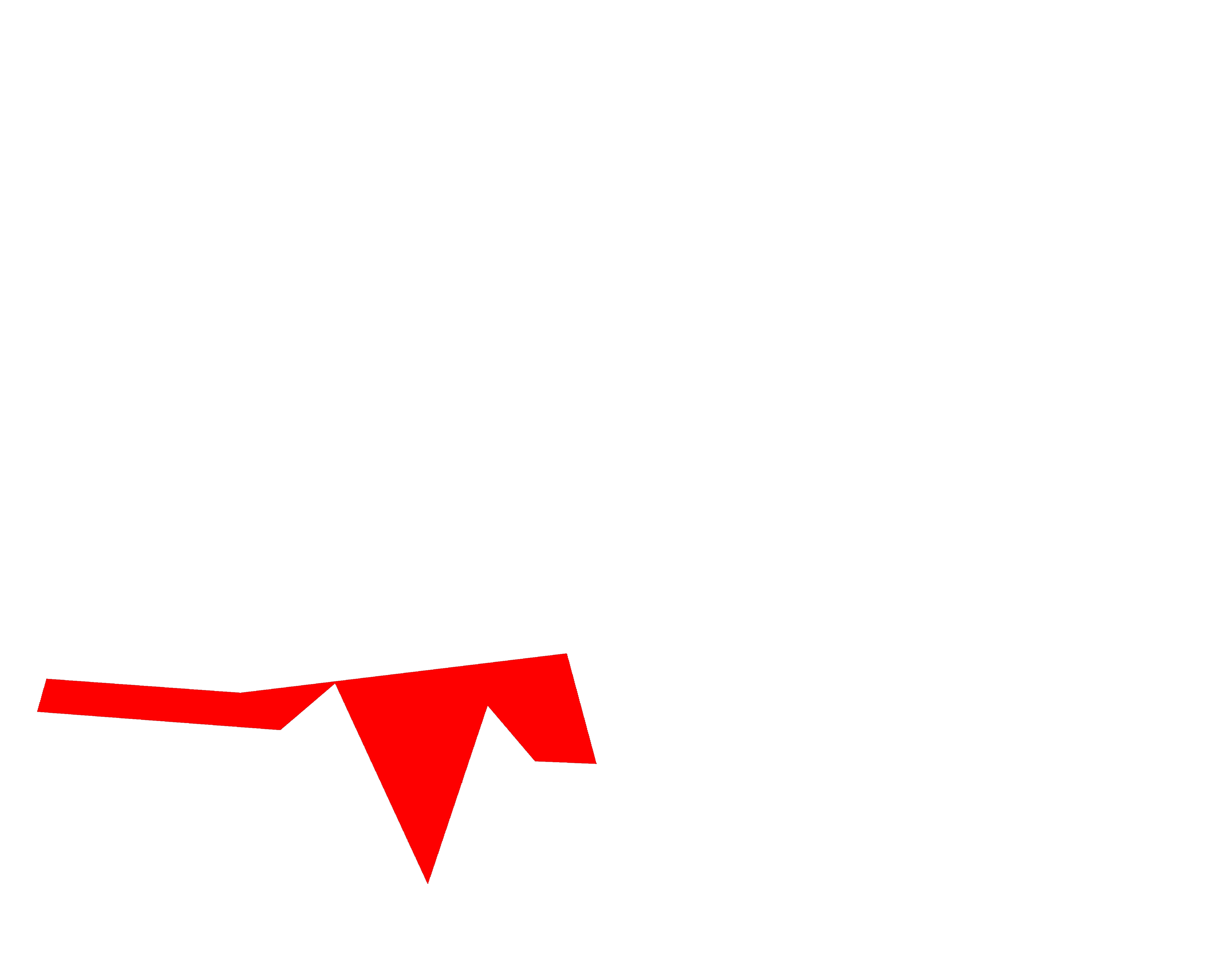
Rot-Platte
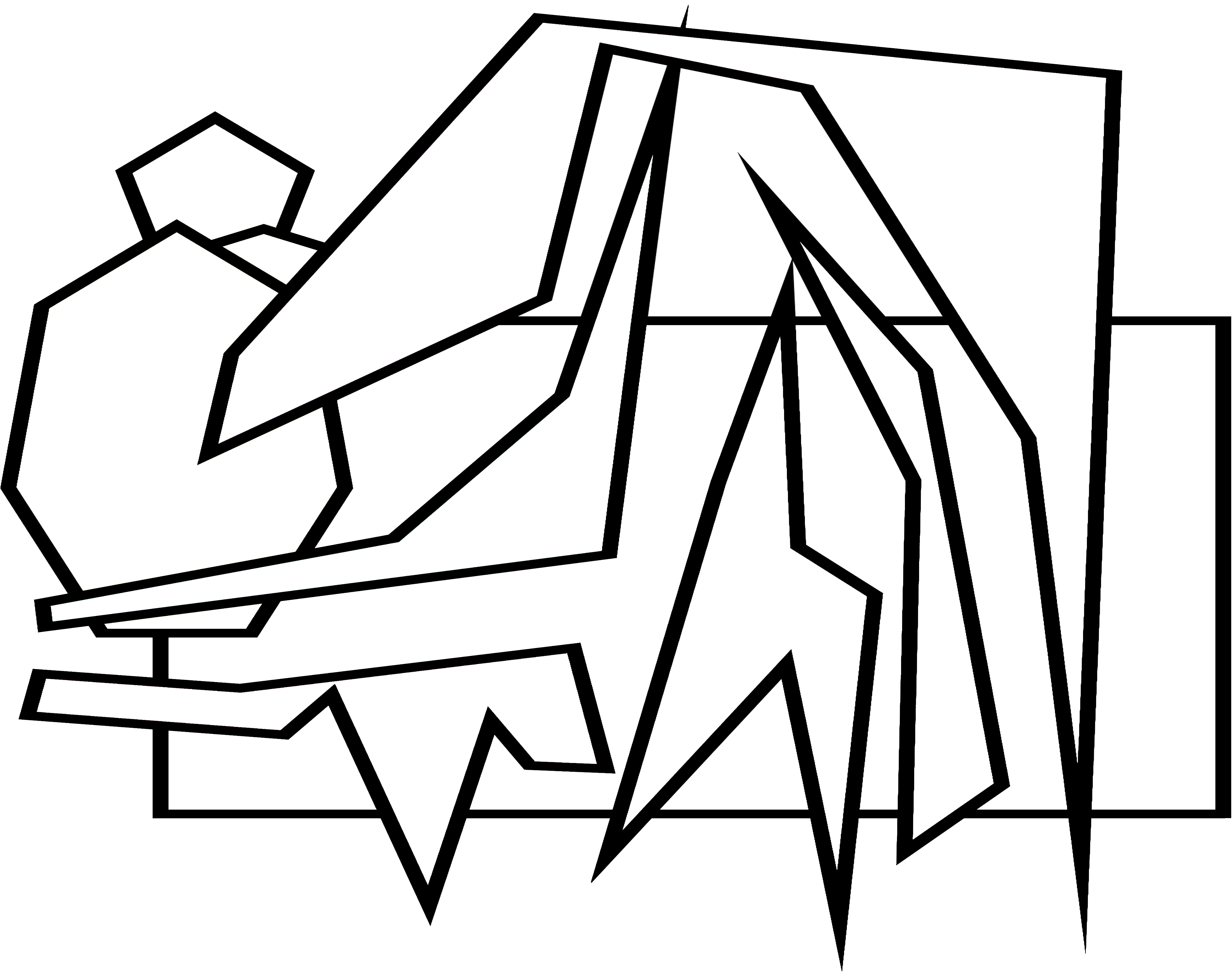
Schwarz-Konturen-Platte

Hier wird es nun richtig kompliziert. Der Kreativität sind aber keine Grenzen gesetzt. Beispielsweise konzipiert der Künstler für sein Vorhaben vier Gelb-Platten als Verlorene Platte, dazu fünf reine Farbplatten und eine Konturenplatte in Schwarz. Das Ergebnis ist ein 10-Farben-Holzschnitt.

### Die dazugehörenden 2D-Zeichnungen

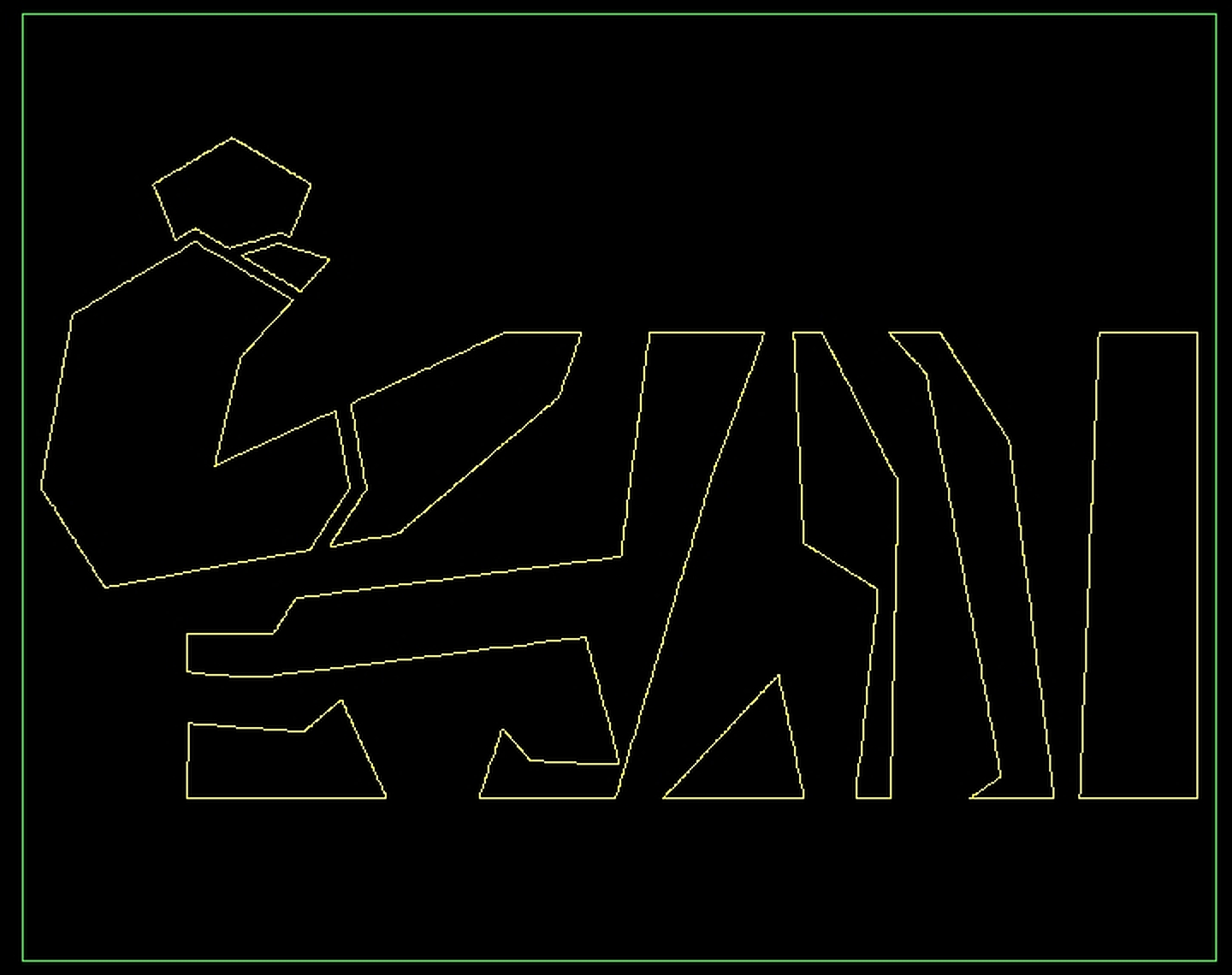
2D-Zeichnung Erster Zustand Gelb-Platte
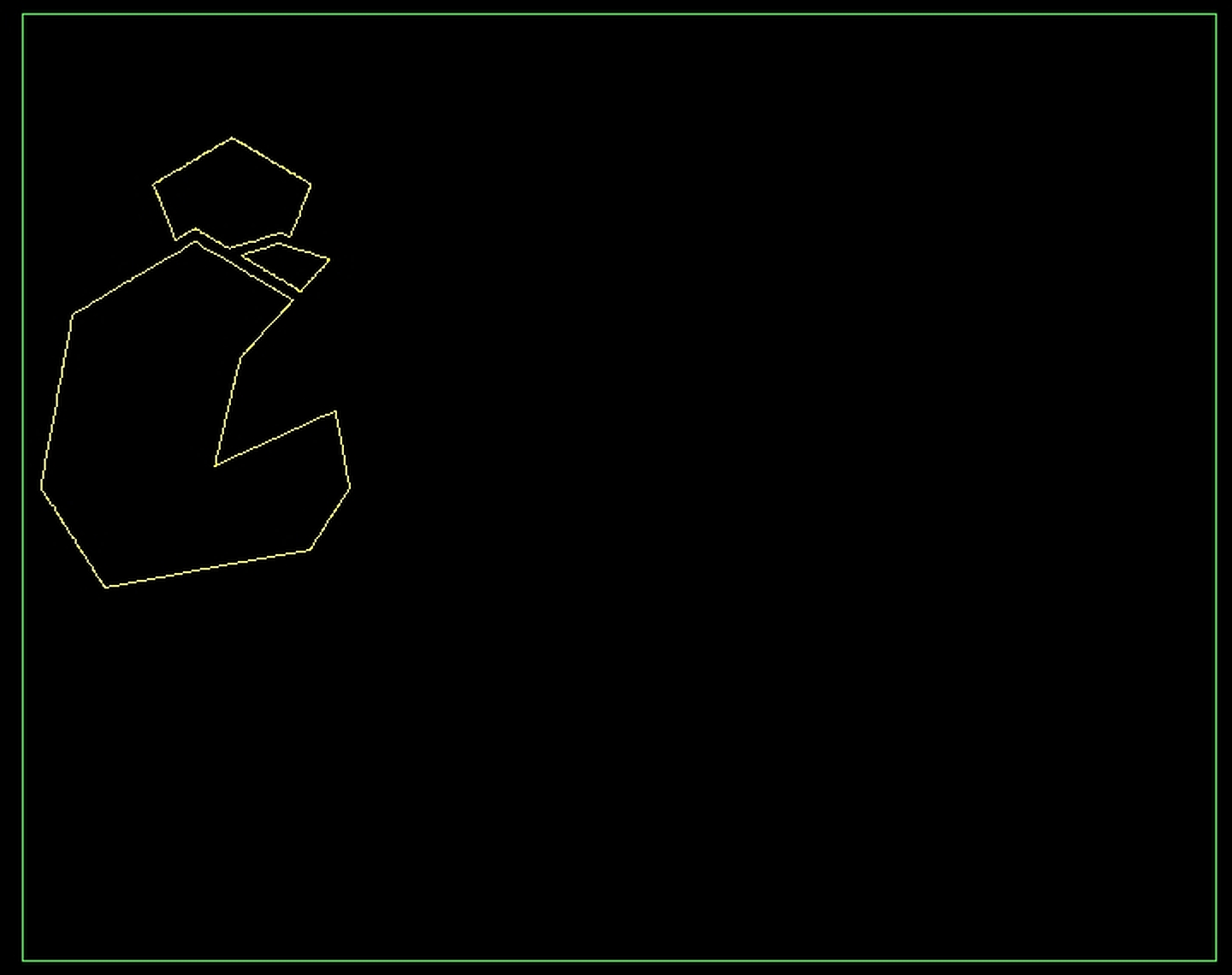
2D-Zeichnung Zweiter Zustand Gelb-Platte
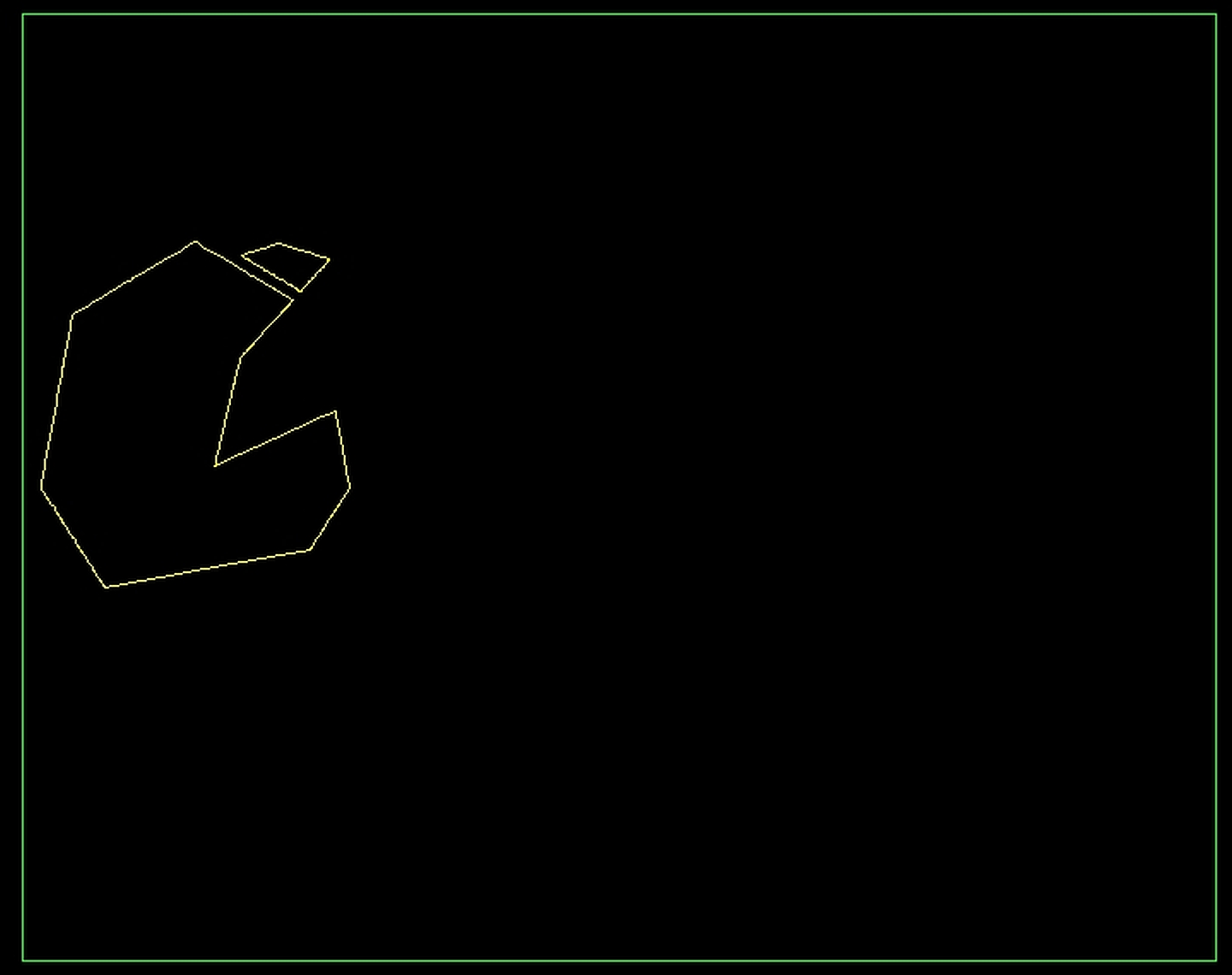
2D-Zeichnung Dritter Zustand Gelb-Platte
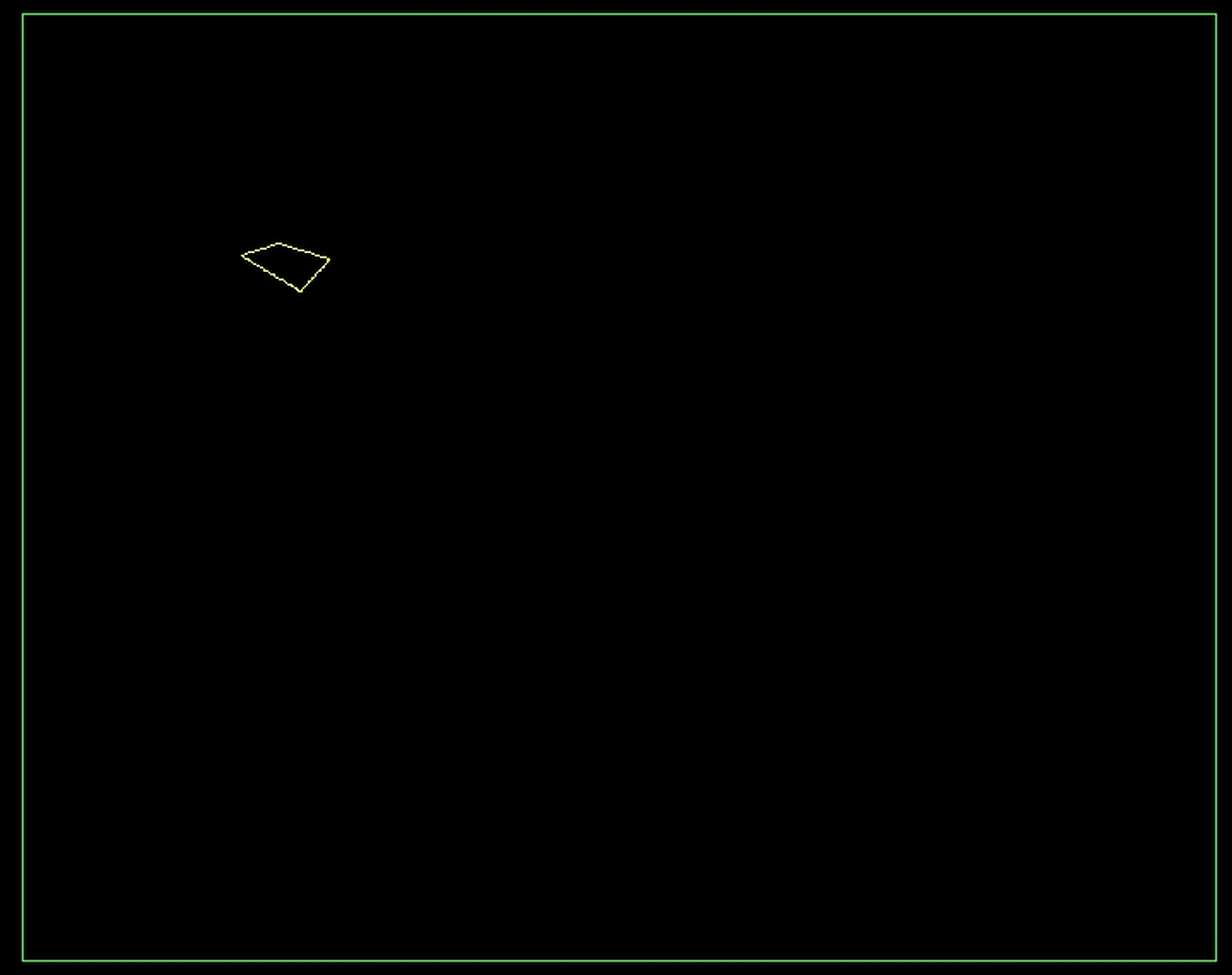
2D-Zeichnung Vierter Zustand Gelb-Platte
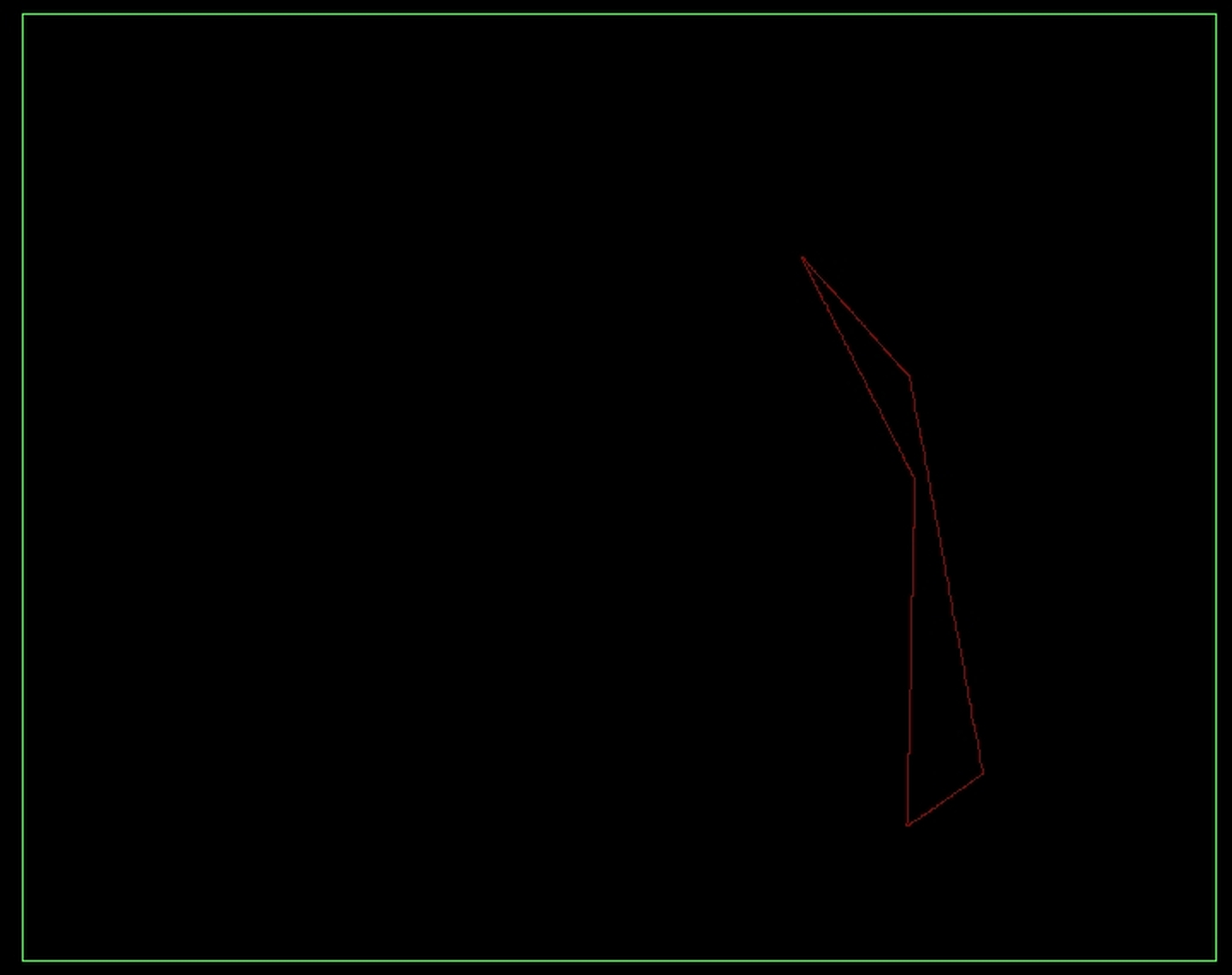
2D-Zeichnung Braun-Platte
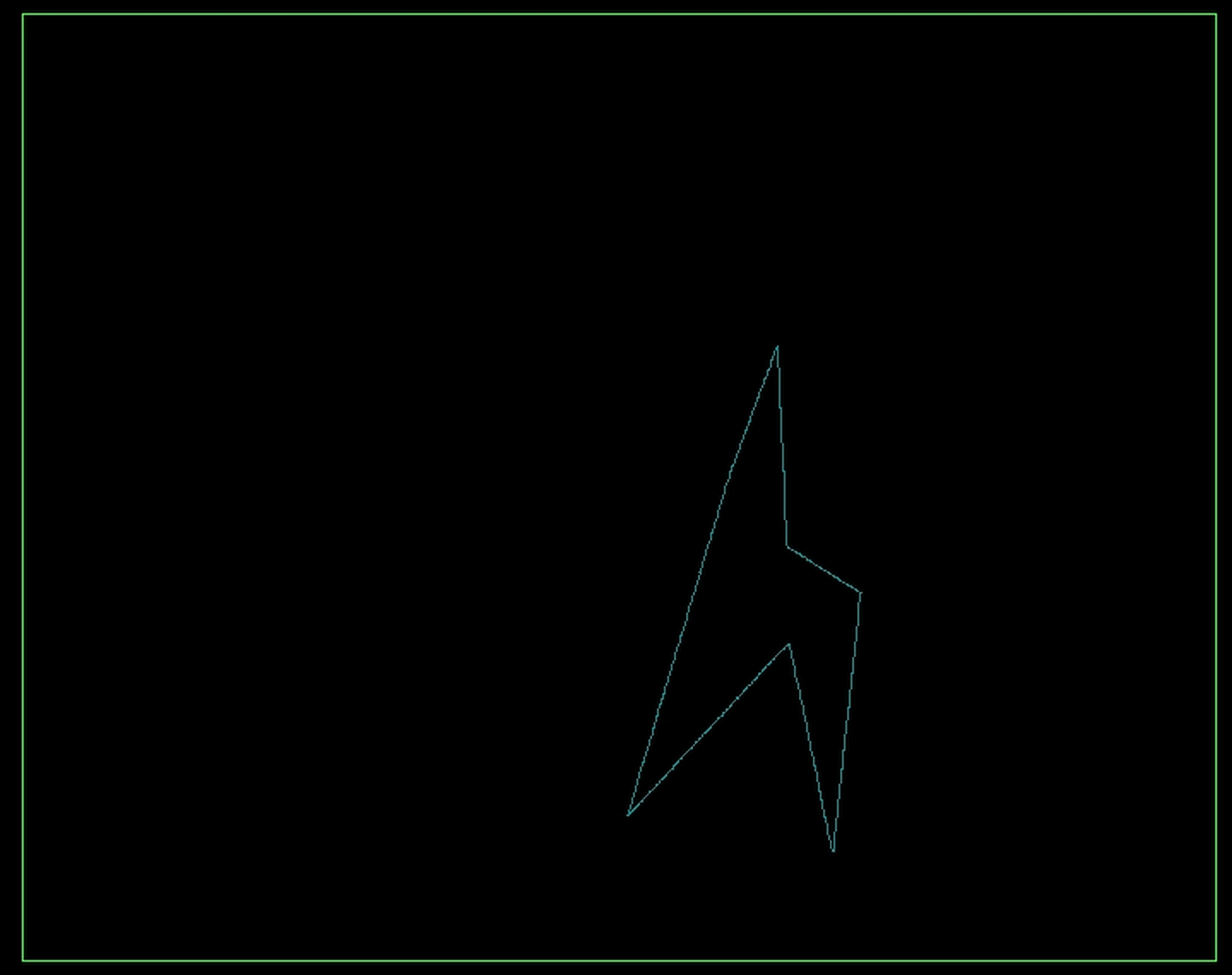
2D-Zeichnung Dunkelblau-Platte
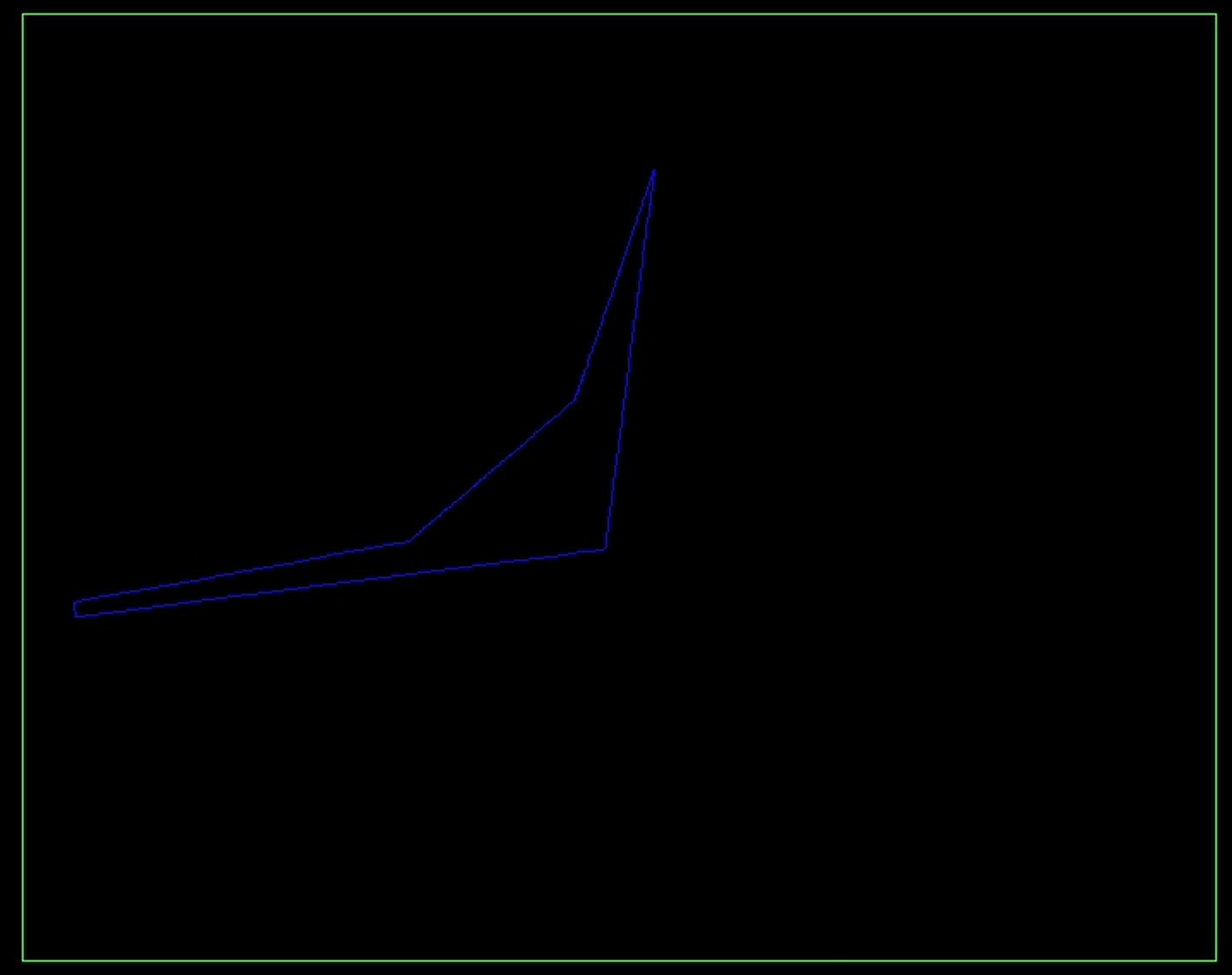
2D-Zeichnung Hellblau-Platte
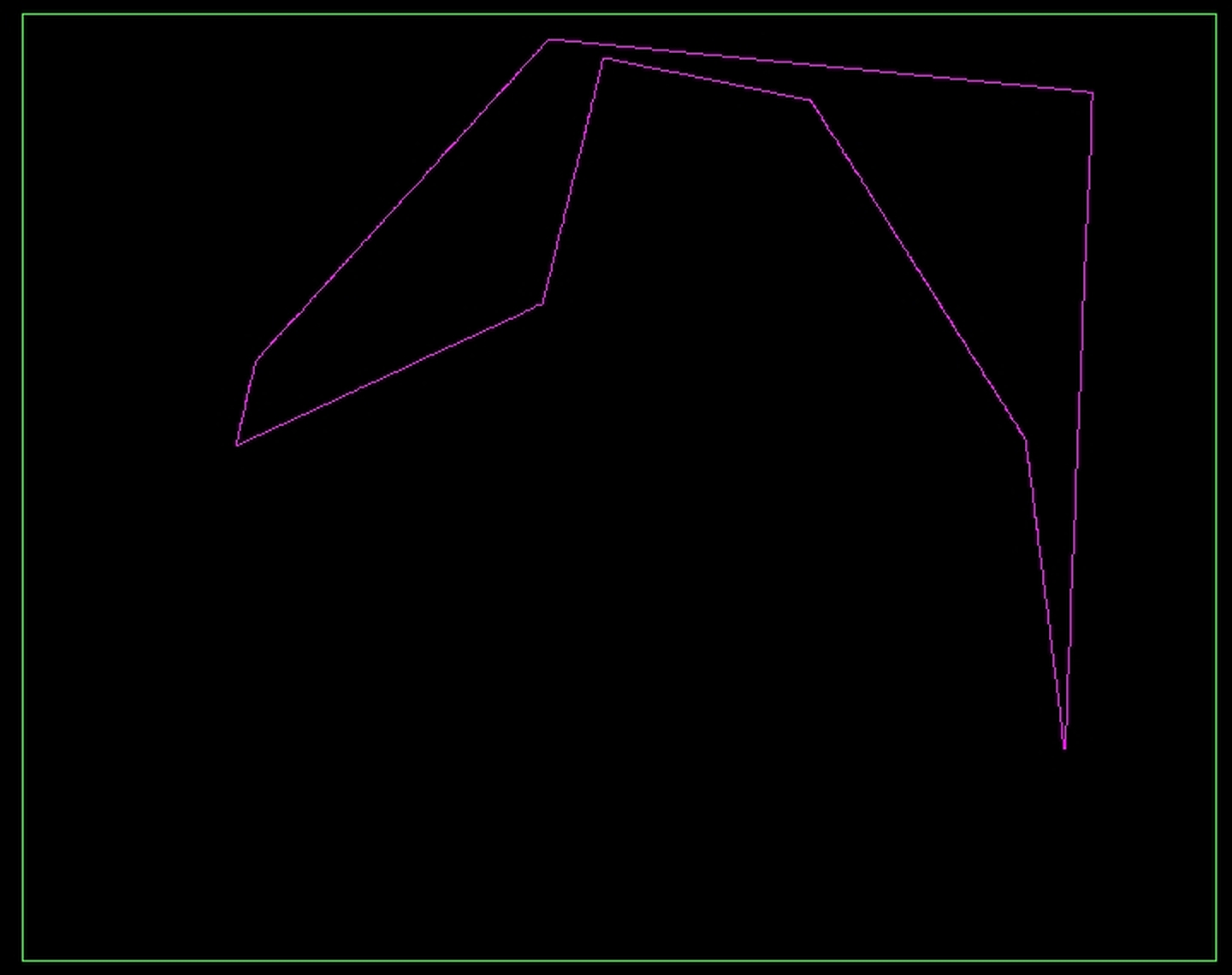
2D-Zeichnung Magenta-Platte
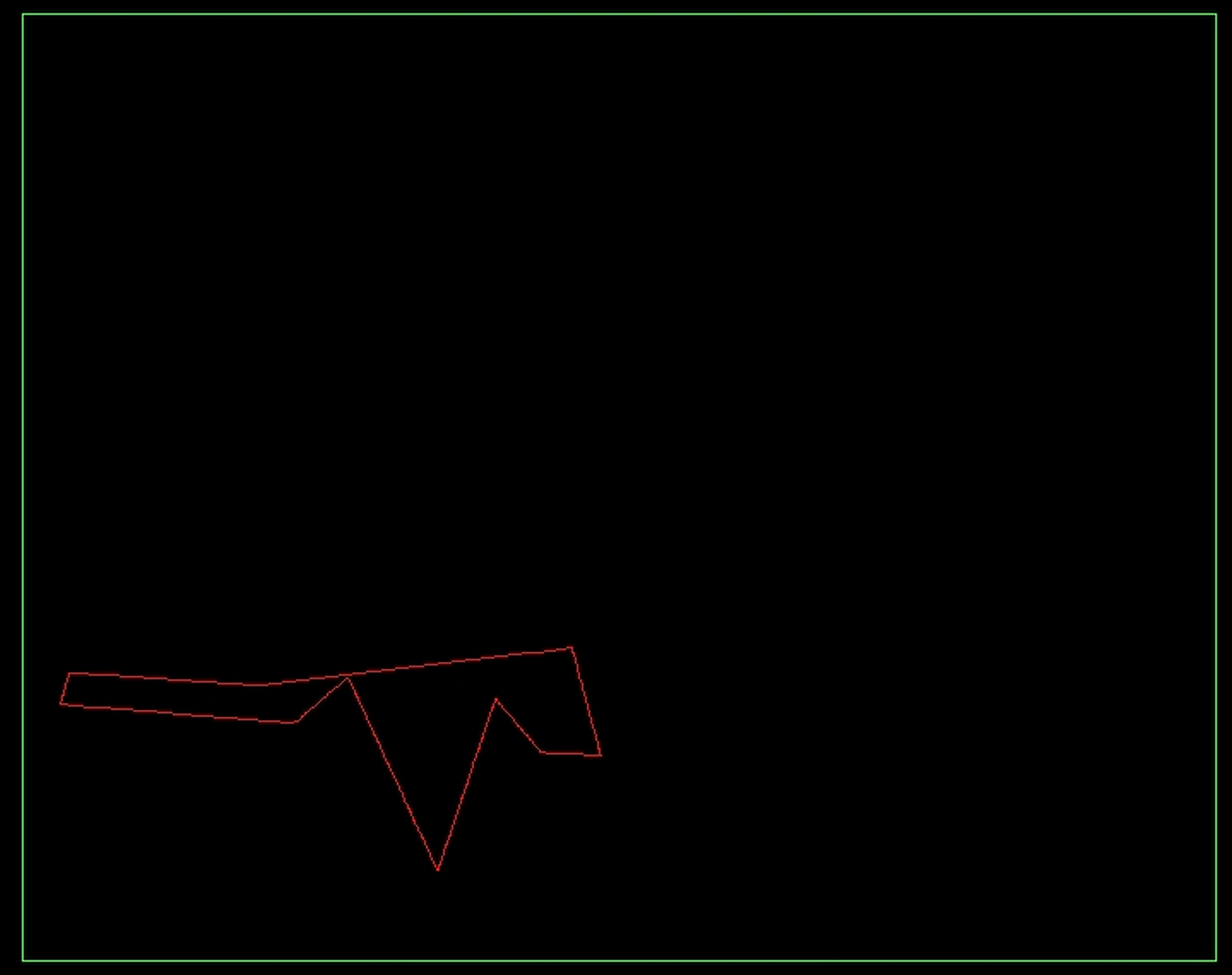
2D-Zeichnung Rot-Platte
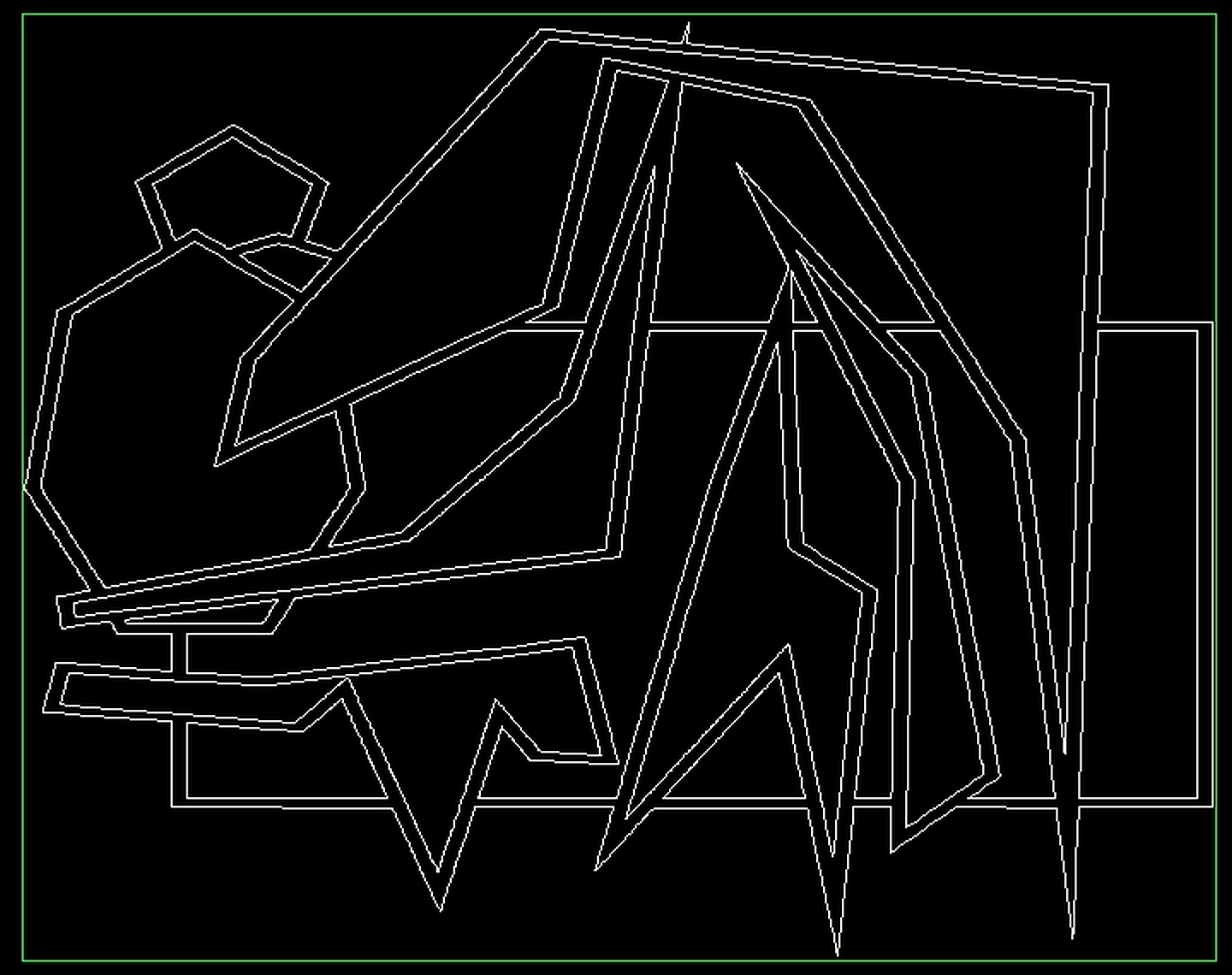
2D-Zeichnung Schwarz-Konturen-Platte

## CNC-Maschine

### Erstellen der CNC-Daten

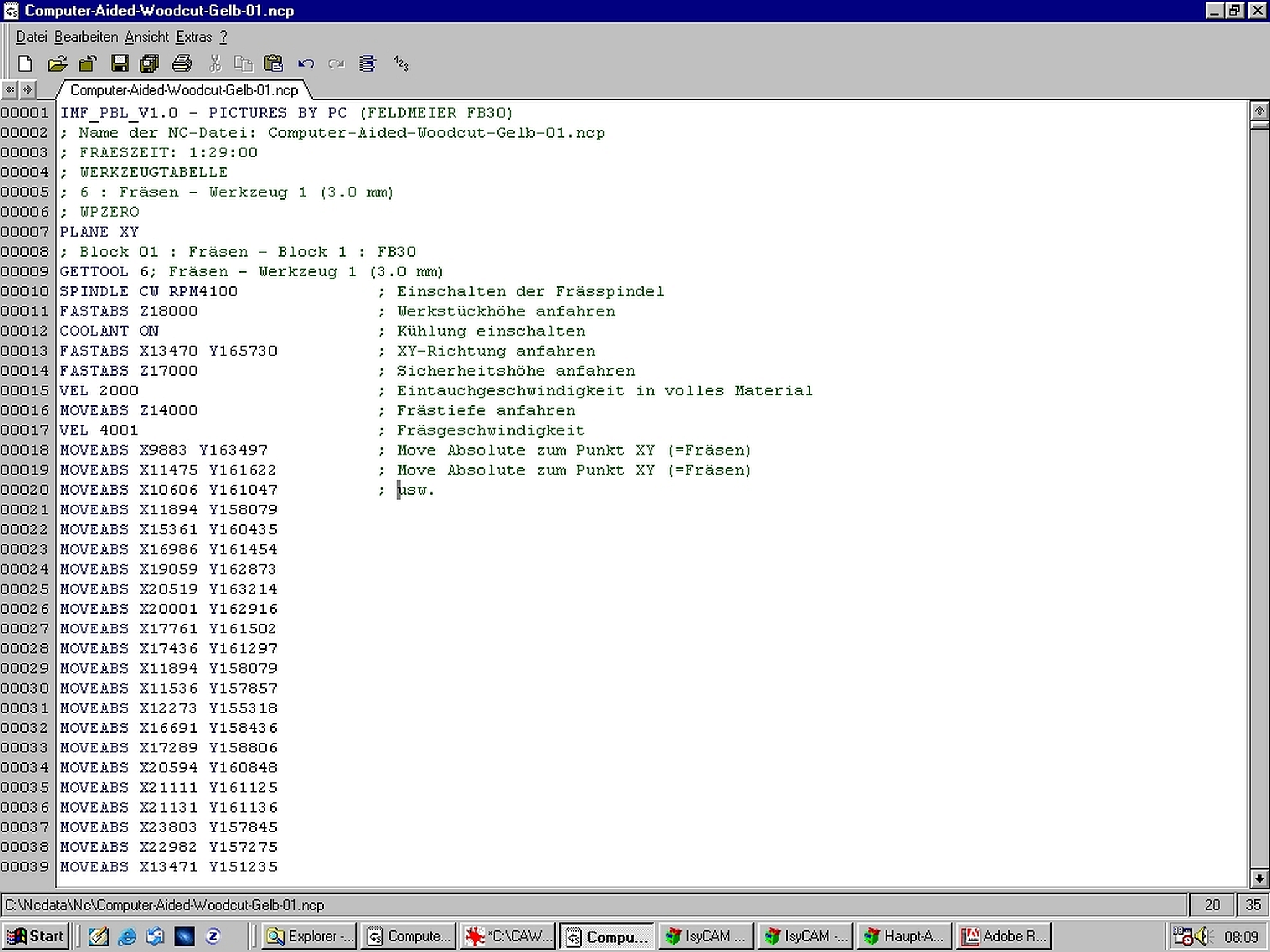
Screenshot der NCP-Daten

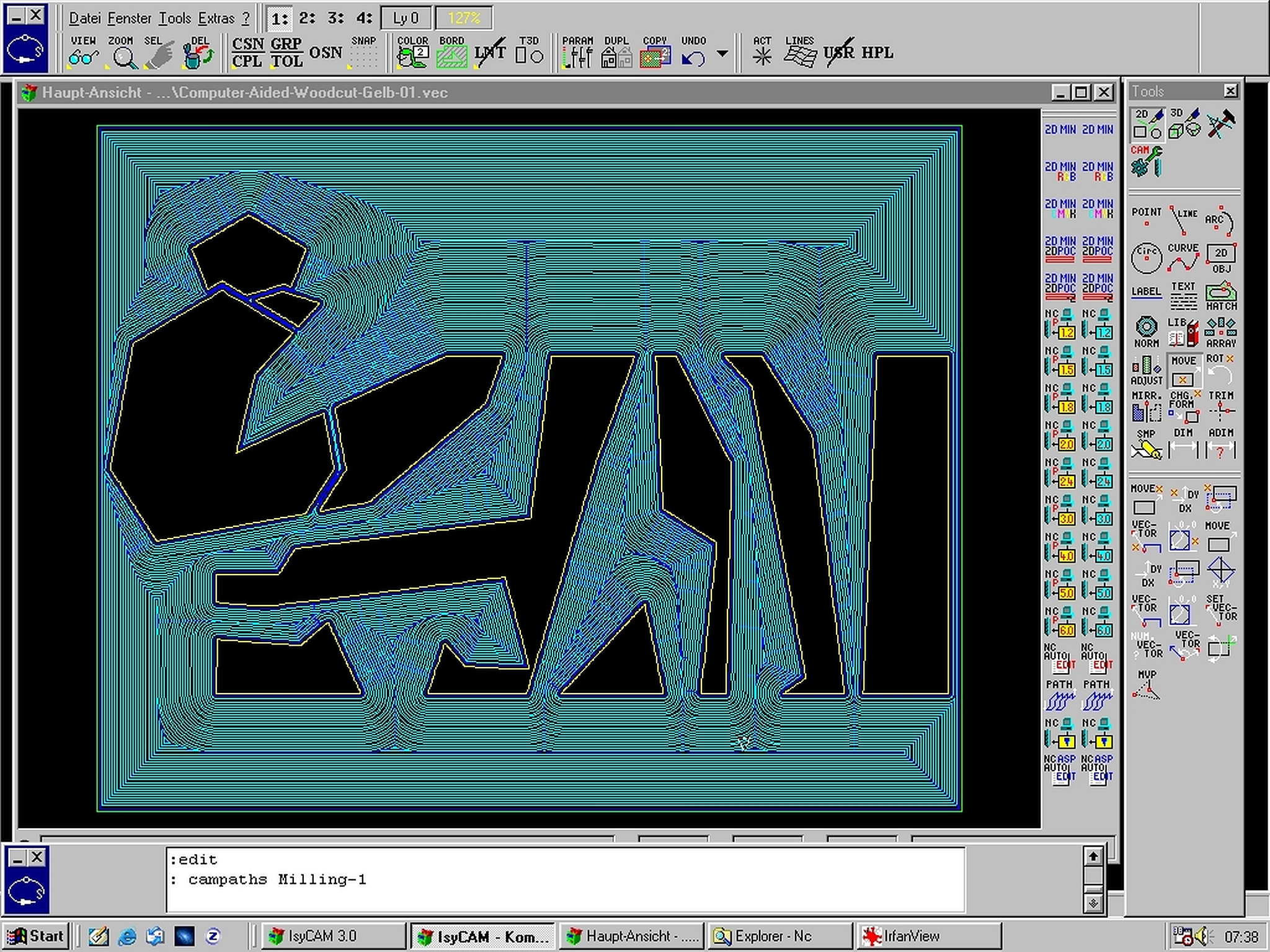
Screenshot der von einem CAD-Programm generierten Fräsbahnen

Wichtige Parameter beim Fräsen sind Schnittgeschwindigkeit, Vorschubgeschwindigkeit, Schnittbreite, Schnitttiefe und Materialeigenschaften, in diesem Fall Holz. Der Künstler muss die Technologiedaten zum Fräsen bestimmen. Drehzahl und Vorschub können nach einer Formel berechnet werden.

### CNC-Fräsmaschine

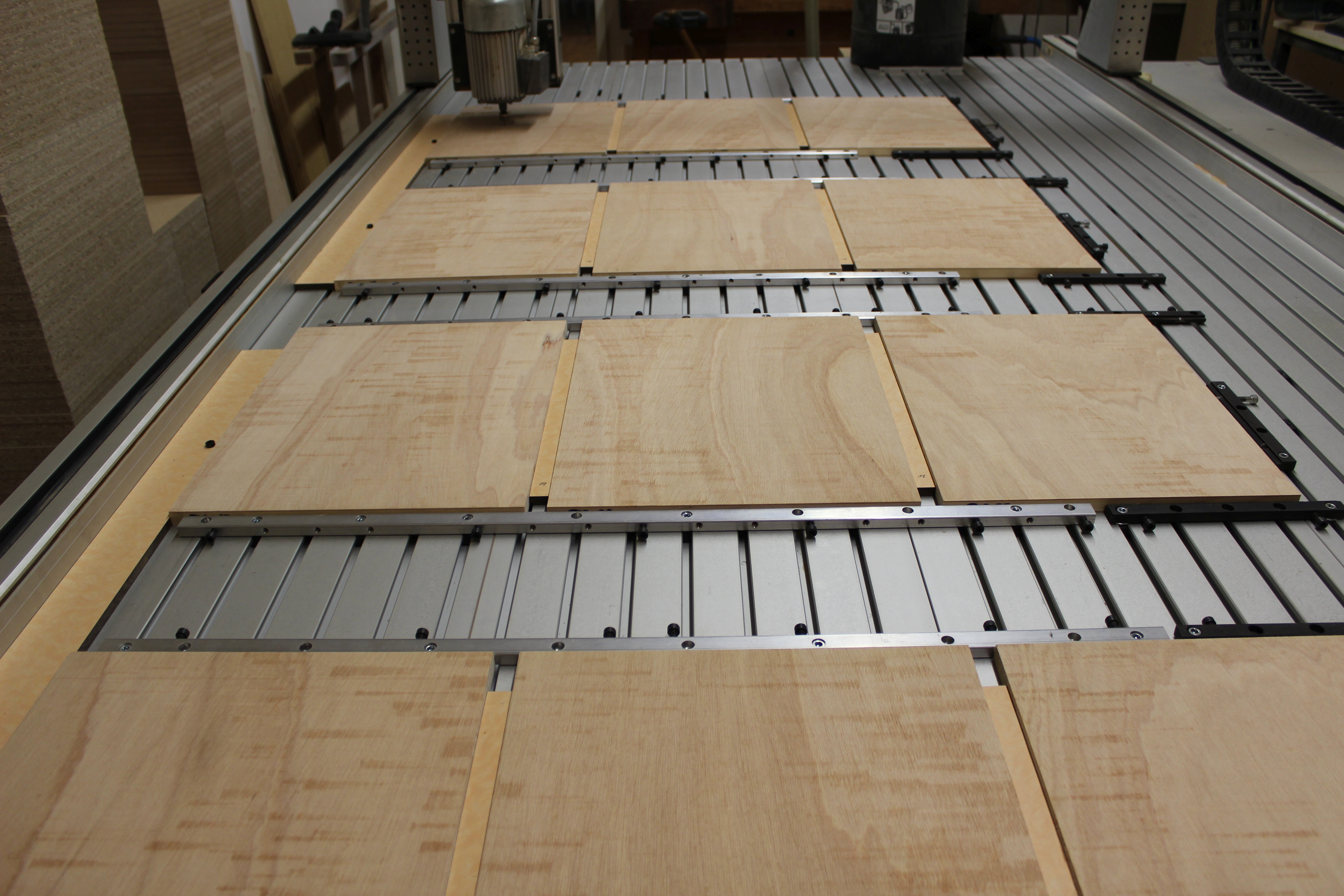
CNC-Maschine während der Bearbeitung einer Holzplatte. Hier werden 12 aufgespannte Druckstöcke nacheinander bearbeitet.

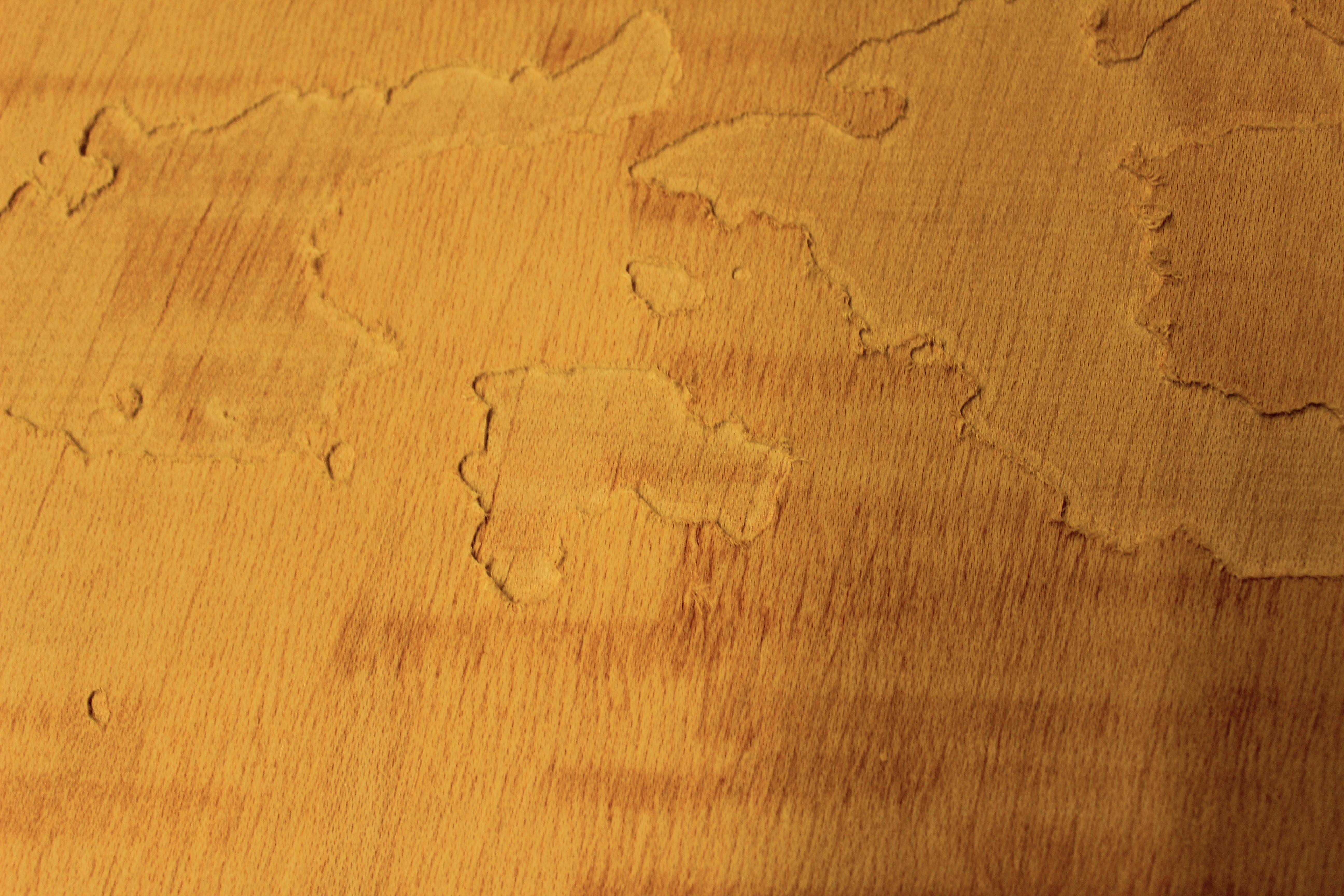
Das was nicht drucken soll, wurde weggeschnitten. Die Holzplatte muss noch von Hand geschliffen werden.

Die Fertigung von Druckstöcken für den Holzschnitt erfolgt mit einem Fräswerkzeug (z. B. Stirnfräser, Kugelfräser) auf CNC-gesteuerten Fräsmaschinen. Beim Fräsen werden ebene Flächen mit ihren Konturen weggeschnitten. Dabei wird die benötigte Schnittgeschwindigkeit durch Rotation des Schneidewerkzeuges erzeugt. Die erforderliche Vorschubbewegung wird durch Verschieben des Maschinentisches oder durch Bewegung des Werkzeuges in X- oder Y-Richtung erreicht. Fräsen ist ein zerspanendes Fertigungsverfahren für die Herstellung von Druckstöcken aus Holz. Je nach den zu bearbeitenden Werkstoffen gibt es Unterschiede bei der Bearbeitung. Beim Fräsen in Holz wird mit einer mittleren Schnittgeschwindigkeit gearbeitet.
Mit einer CNC-Fräsmaschine lassen sich Druckstöcke schnell und präzise anfertigen. Seitdem diese Technik auch für den privaten Bereich erschwinglich ist, hat sich ihr Anwendungsspektrum um viele neue Möglichkeiten erweitert. Einsteiger tun sich jedoch oft schwer, denn das Wissen, das man braucht, ist komplex. Der Künstler muss ein Zeichen- bzw. CAD-Programm ebenso beherrschen wie die jeweilige Steuerungssoftware der Maschine.

### CNC-Wasserstrahlschneidemaschine
Beim Wasserstrahlschneiden entstehen keine verhärteten Schnittflächen und Verzug durch Wärmespannung. Höchste Materialausnutzung ist gewährleistet. Filigrane Konturen sind möglich. Minimale Gratbildung erfordert minimale Nachbearbeitung. Druckstöcke aus Holz können problemlos hergestellt werden.

## Geschichte
Kreative Menschen machten sich schon immer wissenschaftliche und technische Neuerungen zunutze. Der Künstler Joachim Feldmeier „erfand“ das Verfahren CAW und schon 1997 gab es Veröffentlichungen in der „Augsburger Allgemeine“. Der Begriff „Computer-Aided-Woodcut“ entstand 1999 im Zuge der Entstehung des wahrhaft riesigen malerischen Holzschnittes „Naturgewalten - Kräfte der Natur“. Joachim Feldmeier ließ die 56 Druckstöcke im Format von jeweils 138 × 110 cm zum großen Teil auf einer CNC-gesteuerten Fräsmaschine bearbeiten. Von jedem Druckstock gab es 8 Zustände als „Verlorene Platte“. Die CNC-Maschine war dafür über 2000 Betriebsstunden im Einsatz. Ursprünglich sprach man auch von „Progressiver Holzschnitt“. Es setzte sich jedoch bald der Begriff CAW durch. Vorausgegangen waren frühe Versuche Feldmeiers, die von der Firma Ferdinand Schneider in Roßhaupten zur Ausführung gebracht wurden (seit 1. April 2009 Umfirmierung in SFT Spannsysteme GmbH). Als erste Holzschnitte in CAW-Technik gelten wohl 4 Blätter von 1996: „Es lichten sich die Astwerkräume“, „Himmel füllt das nackte Holz“, „An der Schwelle zum Licht“ und „Aus dem Dunkel“. Dann folgten 1997 die aus 12 Holzschnitten bestehende Serie „Symphonien“ und 4 weitere Blätter: „Einsamer Mann“, „In Gedanken“, „Tanz der Schatten“ und „Elfenzauber“. Danach kaufte sich Feldmeier eine eigene kleine CNC-Maschine und perfektionierte den rechnerunterstützten Holzschnitt für seinen eigenen typischen malerischen Stil. 2007 interessierte sich der Künstler Hansjörg Stübler aus Reutlingen für die CAW-Technik und ließ sich von Feldmeier unterweisen. Stübler schuf danach viele Farbholzschnitte in dieser Technik.

## Erste Holzschnitte in CAW-Technik (1996)

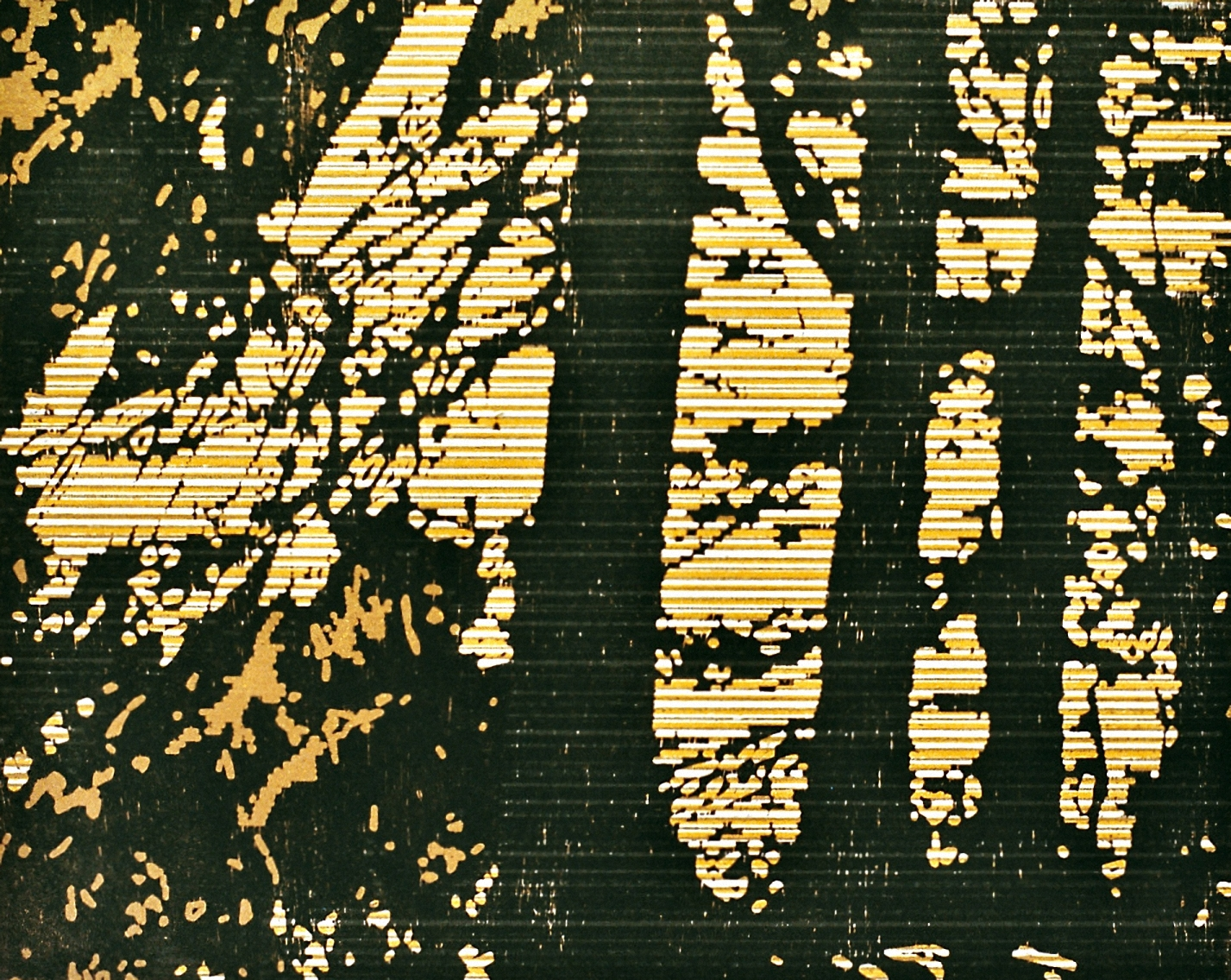
Es lichten sich die Astwerkräume
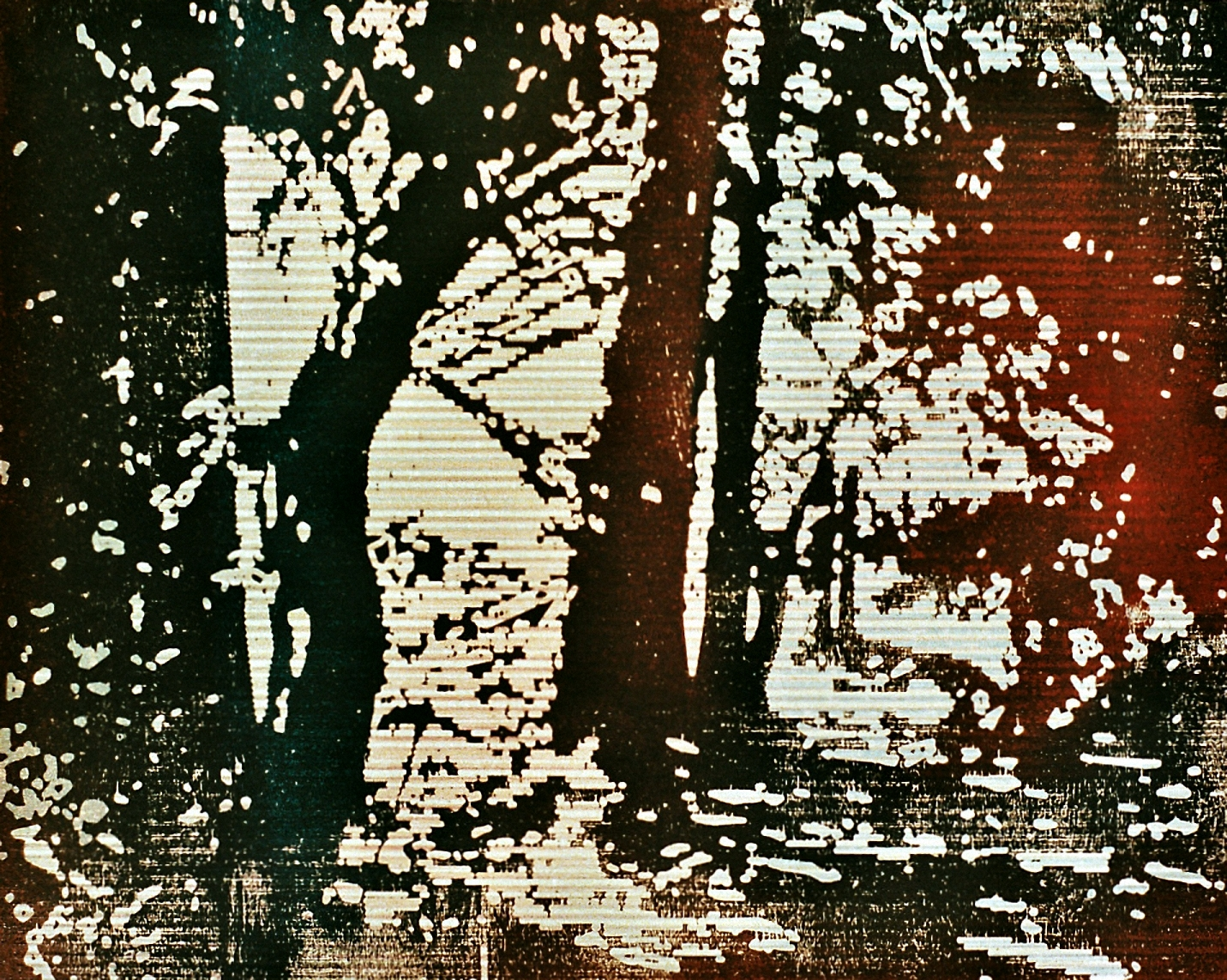
Himmel füllt das nackte Holz
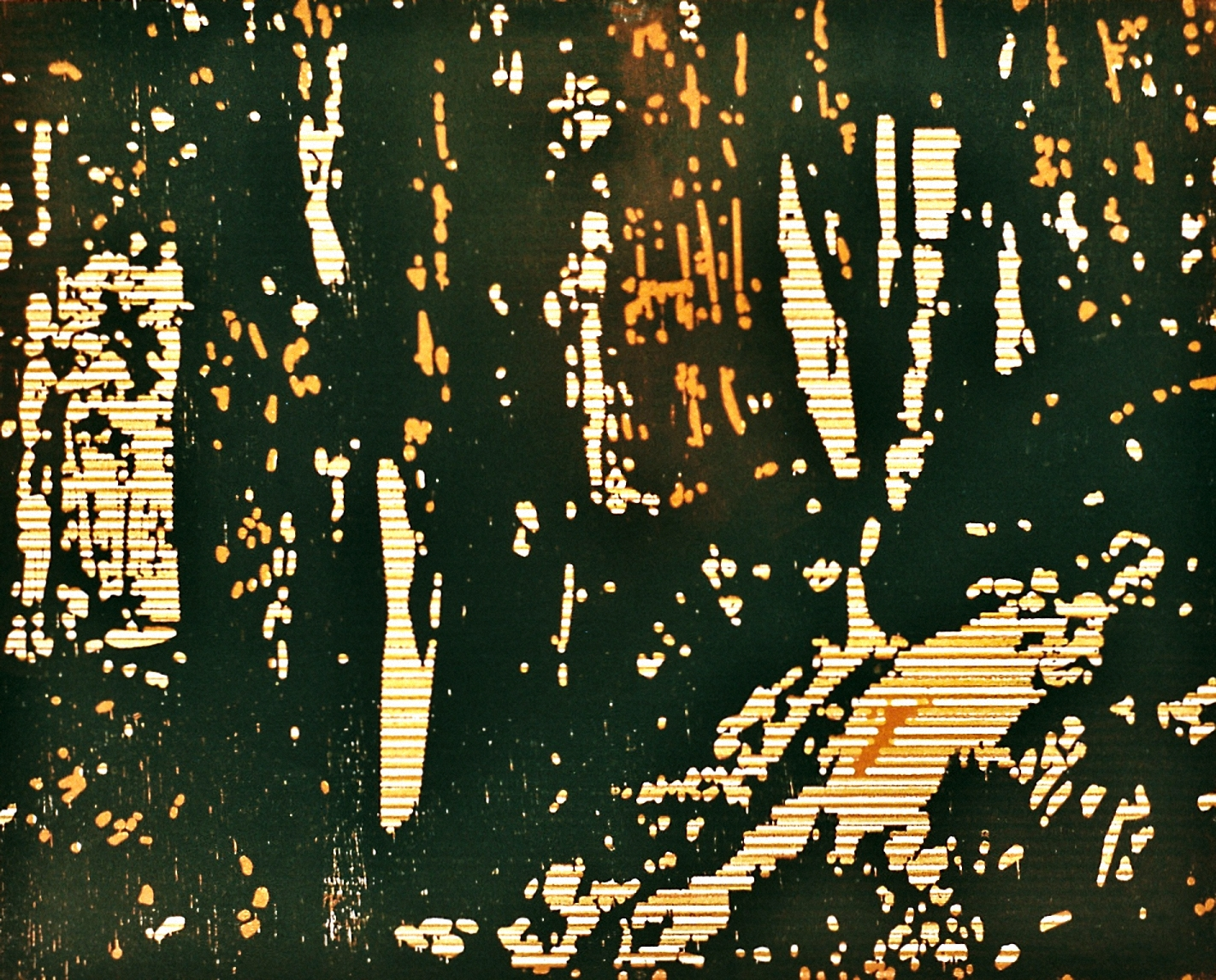
An der Schwelle zum Licht
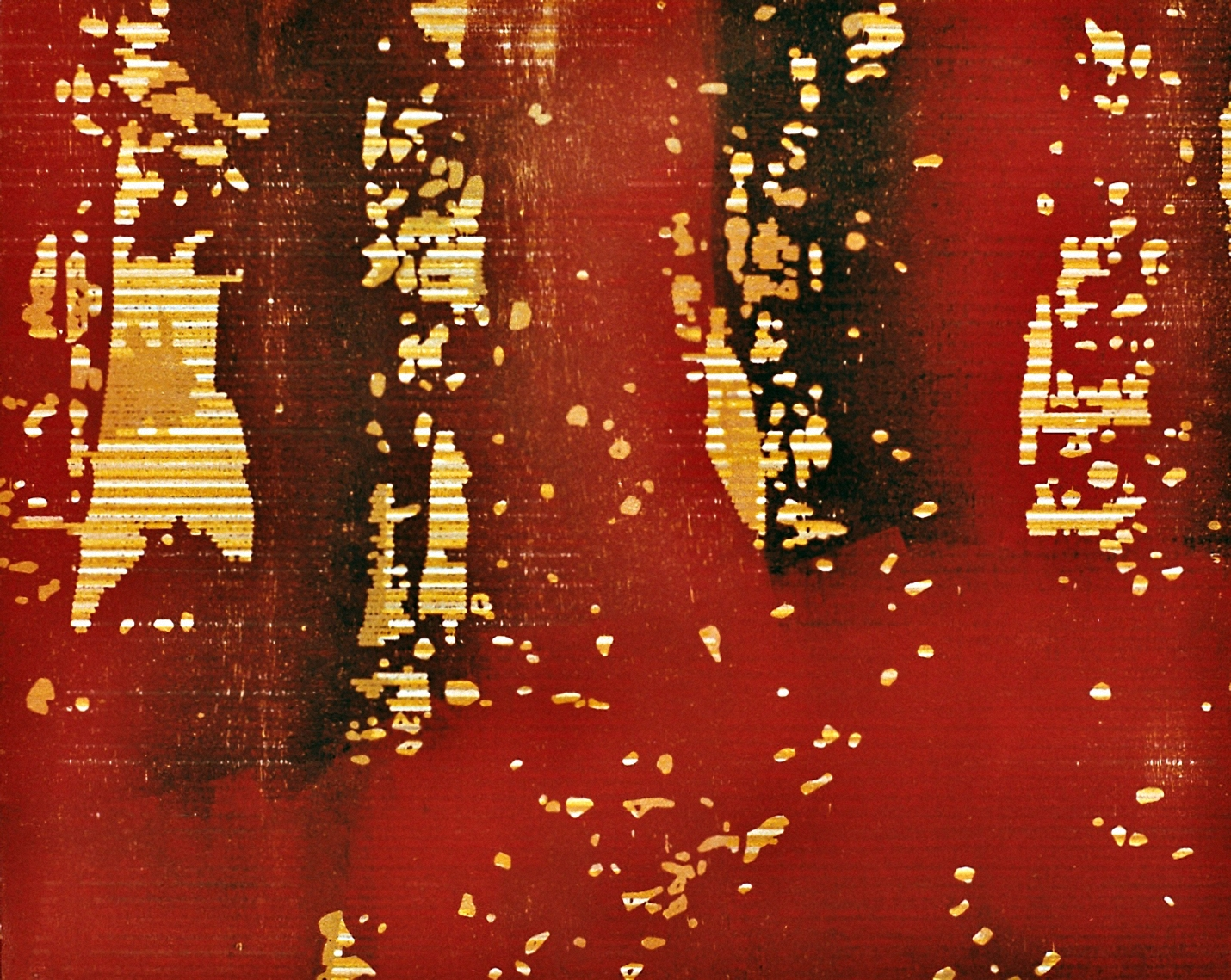
Aus dem Dunkel

## Triptychon „Du gehörst uns allen“ in CAW-Technik (1996)
Aus den 12 Holzschnitten der 1997 endgültig gedruckten Serie „Symphonien“ gestaltete Feldmeier schon 1996 durch Zusammendrucken von jeweils 4 Druckstöcken das Triptychon „Du gehörst uns allen“ in einer Auflage von 5 Exemplaren, 4 Expl. auf Offsetkarton, 1 Expl. auf Kunststoff. Alle unterschiedlich farbig als Unikat.

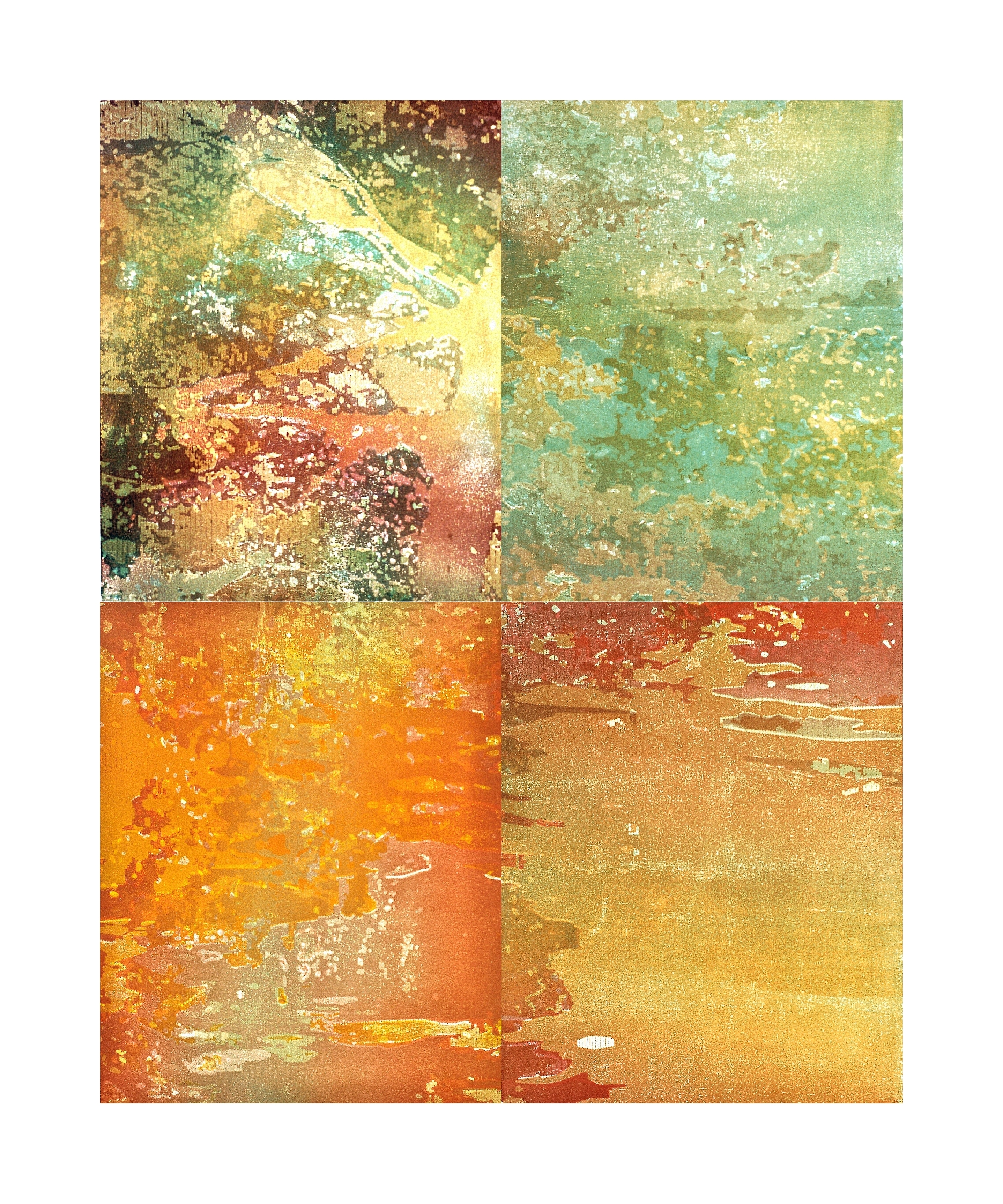
Ehrfurcht vor der Größe des Lebens
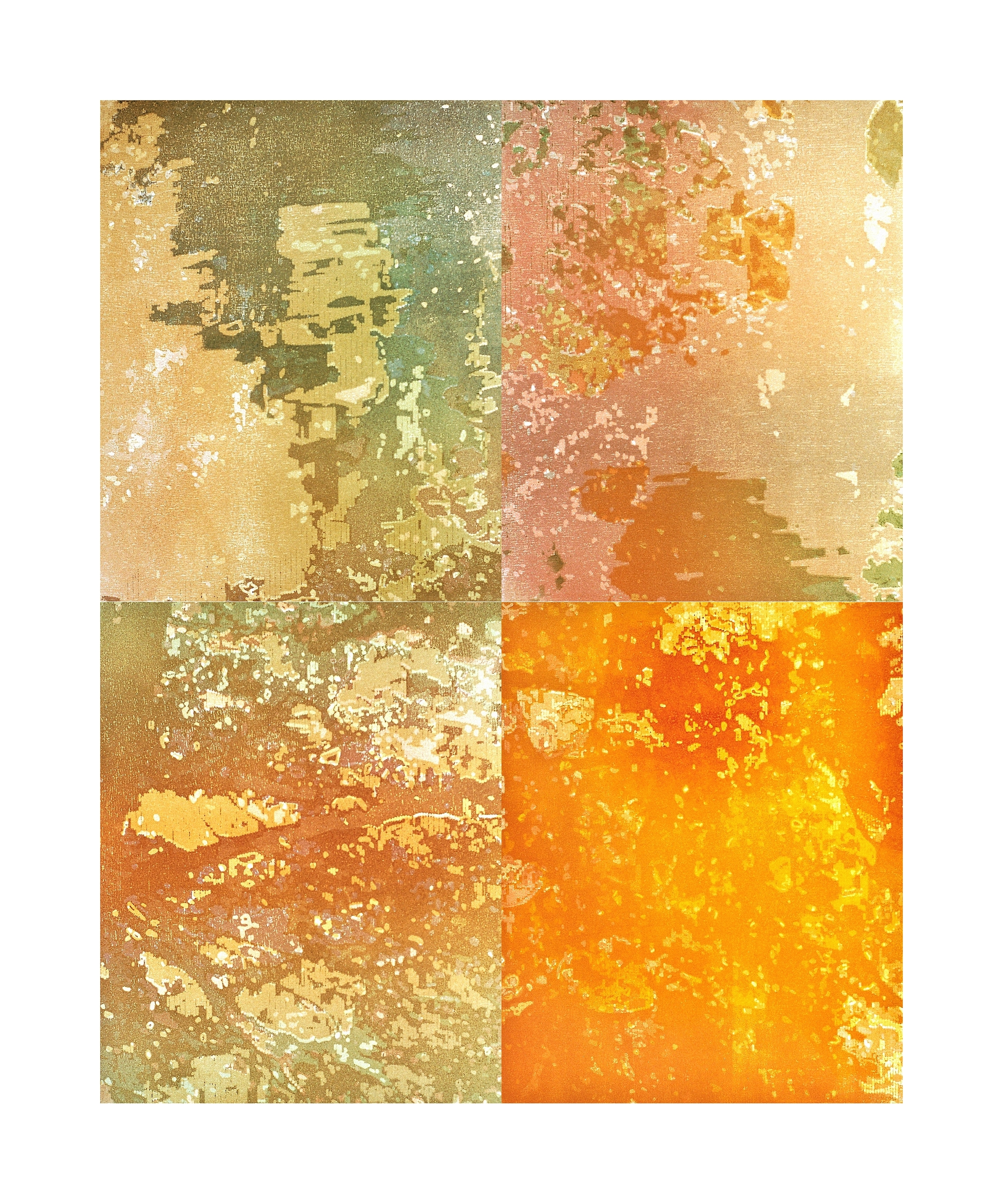
Ich liebe die Stille in Deinem Innern
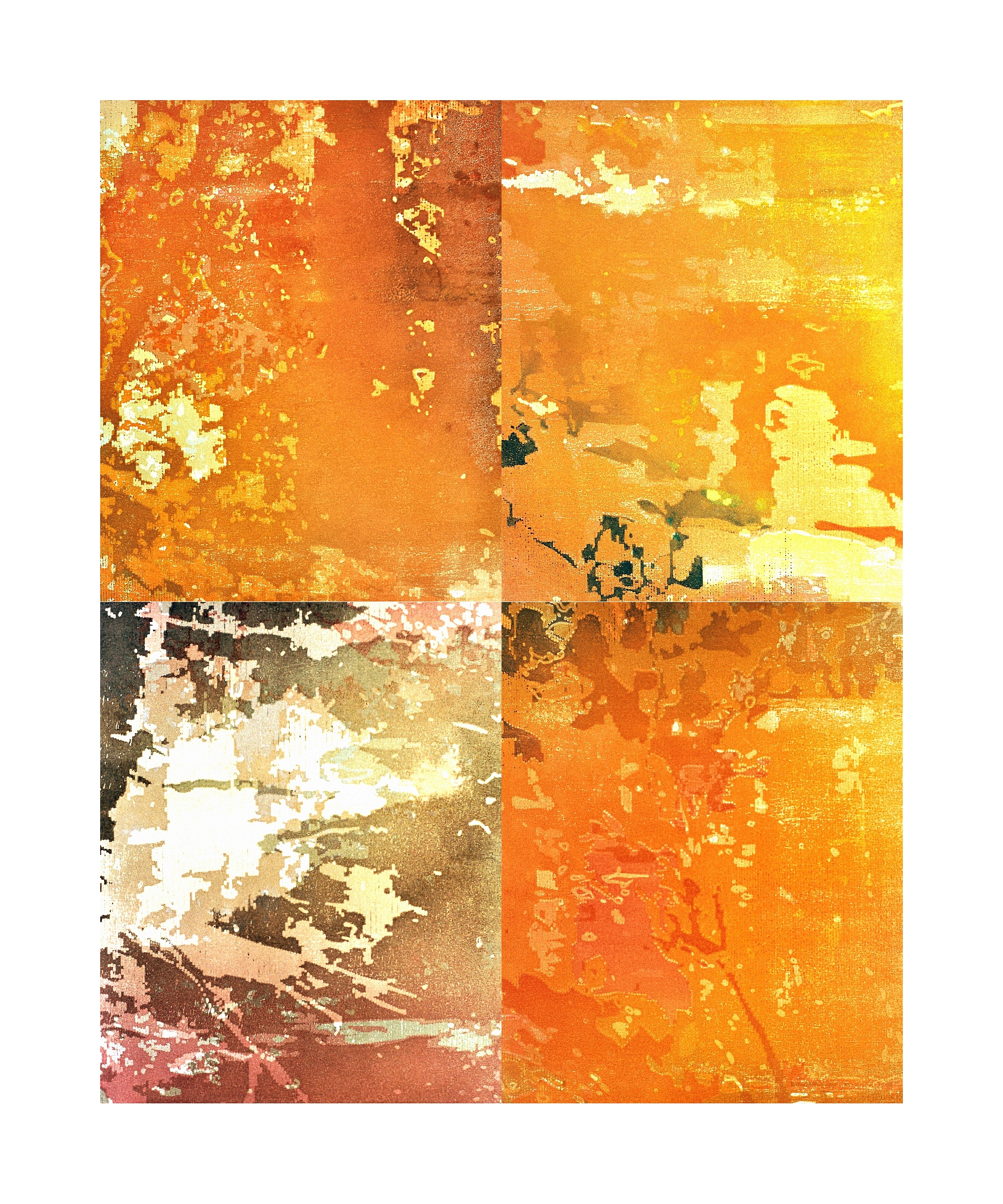
Natur ist Harmonie